# Polonia nella seconda guerra mondiale
La storia della Polonia dal 1939 al 1945 comprende principalmente il periodo a partire dall'invasione della Polonia, da parte della Germania nazista e dell'Unione Sovietica, fino alla fine della seconda guerra mondiale. A seguito del patto di non aggressione tedesco-sovietico, la Polonia fu invasa dalla Germania nazista il 1º settembre 1939 e dall'Unione Sovietica il 17 settembre. Le campagne si conclusero all'inizio di ottobre con la Germania e l'Unione Sovietica che dividevano e annettevano l'intera Polonia. Dopo l'attacco dell'Asse all'Unione Sovietica nell'estate del 1941, l'intera Polonia fu occupata dalla Germania, che continuò a portare avanti le sue politiche razziali e genocide in tutta la Polonia. Sotto le due occupazioni i cittadini polacchi subirono enormi perdite umane e materiali. Secondo le stime dell'Istituto della Memoria Nazionale, circa 5,6 milioni di cittadini polacchi morirono a causa dell'occupazione tedesca e circa 150 000 morirono a causa dell'occupazione sovietica. Gli ebrei furono individuati dai tedeschi per un rapido e totale annientamento e circa il 90 per cento degli ebrei polacchi (quasi tre milioni di persone) furono assassinati come parte dell'Olocausto. Furono uccisi ebrei, polacchi, rom e prigionieri di molte altre etnie in massa nei campi di sterminio nazisti, come Auschwitz, Treblinka e Sobibór. I polacchi etnici furono soggetti sia alla persecuzione nazista tedesca sia a quella sovietica. I tedeschi uccisero circa due milioni di polacchi etnici. Avevano piani futuri per trasformare la restante maggioranza dei polacchi in lavoratori schiavi e annientare quelli percepiti come "indesiderabili" come parte del più ampio Generalplan Ost. La pulizia etnica e i massacri di polacchi e, in misura minore, di ucraini furono perpetrati nell'Ucraina occidentale (Kresy polacco prebellico) dal 1943. I polacchi furono assassinati dai nazionalisti ucraini.
Nel settembre 1939 i funzionari del governo polacco cercarono rifugio in Romania, ma il loro successivo internamento impedì la prevista continuazione all'estero del governo della Polonia. Il generale Władysław Sikorski, un ex primo ministro, giunse in Francia, dove presto si formò un governo polacco in esilio. Dopo la caduta della Francia, il governo fu evacuato in Gran Bretagna. Le forze armate polacche vennero ricostituite e combatterono a fianco degli alleati occidentali in Francia, Gran Bretagna e altrove. Un movimento di resistenza iniziò a organizzarsi in Polonia nel 1939, subito dopo le invasioni. La sua maggiore componente militare faceva parte della rete di organizzazioni e attività dello Stato clandestino polacco e divenne nota come esercito nazionale. L'intera struttura clandestina era formalmente diretta dal governo in esilio tramite la sua delegazione residente in Polonia. C'erano anche organizzazioni partigiane contadine, di destra, di sinistra, ebraiche e filo-sovietiche. Tra le rivolte anti-tedesche fallite ci furono la rivolta del ghetto di Varsavia e la rivolta di Varsavia.
Per cooperare con l'Unione Sovietica dopo l'Operazione Barbarossa, Sikorski, alleato dell'Occidente, negoziò a Mosca con Stalin, accettando di formare un esercito polacco in Unione Sovietica, destinato a combattere sul fronte orientale a fianco dei sovietici. L'"Armata di Anders" fu invece portata in Medio Oriente e poi in Italia. Ulteriori sforzi per continuare la cooperazione polacco-sovietica fallirono a causa di disaccordi sui confini, la scoperta del massacro di Katyn' di prigionieri di guerra polacchi perpetrato dai sovietici e la morte del generale Sikorski. Successivamente, in un processo visto da molti polacchi come un tradimento occidentale, il governo polacco in esilio cessò gradualmente di essere un partner riconosciuto nella coalizione alleata.
Stalin perseguì una strategia per facilitare la formazione di un governo polacco indipendente (e contrario) al governo in esilio a Londra, conferendo potere ai comunisti polacchi. Tra le organizzazioni comuniste polacche formatesi durante la guerra c'erano il Partito dei lavoratori polacchi nella Polonia occupata e l'Unione dei patrioti polacchi a Mosca. Un nuovo esercito polacco fu formato nell'Unione Sovietica per combattere insieme ai sovietici. Allo stesso tempo Stalin lavorò per portare gli alleati occidentali (gli Stati Uniti, guidati dal presidente Franklin D. Roosevelt, e il Regno Unito, guidato dal primo ministro Winston Churchill) sulle proprie posizioni sui confini della Polonia e sul futuro governo. Il destino della Polonia venne determinato in una serie di negoziati che includevano le conferenze di Teheran, Jalta e Potsdam. Nel 1944 il governo polacco in esilio approvò, e la clandestinità in Polonia intraprese, azioni politiche e militari unilaterali volte ad insediare un'autorità polacca indipendente, ma gli sforzi furono vanificati dai sovietici. I comunisti polacchi fondarono il Consiglio nazionale di Stato nel 1943/44 nella Varsavia occupata e il Comitato polacco di liberazione nazionale nel luglio 1944 a Lublino, dopo l'arrivo dell'esercito sovietico. L'Unione Sovietica mantenne la metà orientale della Polonia prebellica, concedendo alla Polonia invece la maggior parte meridionale dell'eliminata Prussia orientale tedesca e spostando il paese a ovest sulla linea Oder-Neisse, a spese della Germania.

## Prima della guerra
Dopo la morte di Józef Piłsudski nel 1935, i suoi successori al governo pianificarono il riarmo dell'esercito. Grazie agli aiuti dalla Francia, le industrie polacche parteciparono al progetto nell'ottica di ridurre il divario con i potenti vicini, mentre il ministro degli Esteri Józef Beck volle proseguire la cooperazione con l'Unione Sovietica con l'obiettivo di contenere la Germania. A causa del rapido riarmo tedesco, la Polonia rimase fortemente arretrata in campo tecnologico e militare: di conseguenza la Germania, alla fine degli anni Trenta, rappresentava nuovamente una minaccia per lo stato polacco.
Per quanto la Polonia cercasse conservare una sua rilevanza in campo internazionale, non venne invitata a partecipare Conferenza di Monaco del 1938. All'epoca Polonia e Cecoslovacchia erano impegnate in una disputa territoriale riguardo la Slesia, sfociata presto in un conflitto tra i due stati nel novembre del 1938. La Polonia riuscì ad annettersi una piccola zona di confine della Slovacchia: tale intervento militare polacco venne percepito negativamente sia dagli occidentali, sia dall'Unione Sovietica
Agli inizi del 1939 Adolf Hitler propose alla Polonia di allearsi accettando le richieste tedesche, le quali prevedevano l'annessione di Danzica alla Germania e la costruzione di un'autostrada che collegasse la Prussia orientale al resto del Reich attraverso il "corridoio polacco". Inoltre la Polonia avrebbe dovuto aggregarsi all'alleanza anti-sovietica. Di fatto la Polonia sarebbe diventata uno stato vassallo della Germania. Il 31 marzo 1939 il Regno Unito garantì l'indipendenza della Polonia, provocando come conseguenza diretta il rifiuto della proposta tedesca. Il successivo 28 aprile Hitler ritirò l'adesione al patto di non aggressione con la Polonia.
A sua volta l'Unione Sovietica offrì alla Polonia un'alleanza in funzione anti-tedesca. Questa prevedeva la possibilità per l'Armata Rossa di entrare e stazionare in territorio polacco, la fine dell'alleanza polacco-rumena. Inoltre, la garanzia militare britannica sarebbe stata limitata solo al confine occidentale.

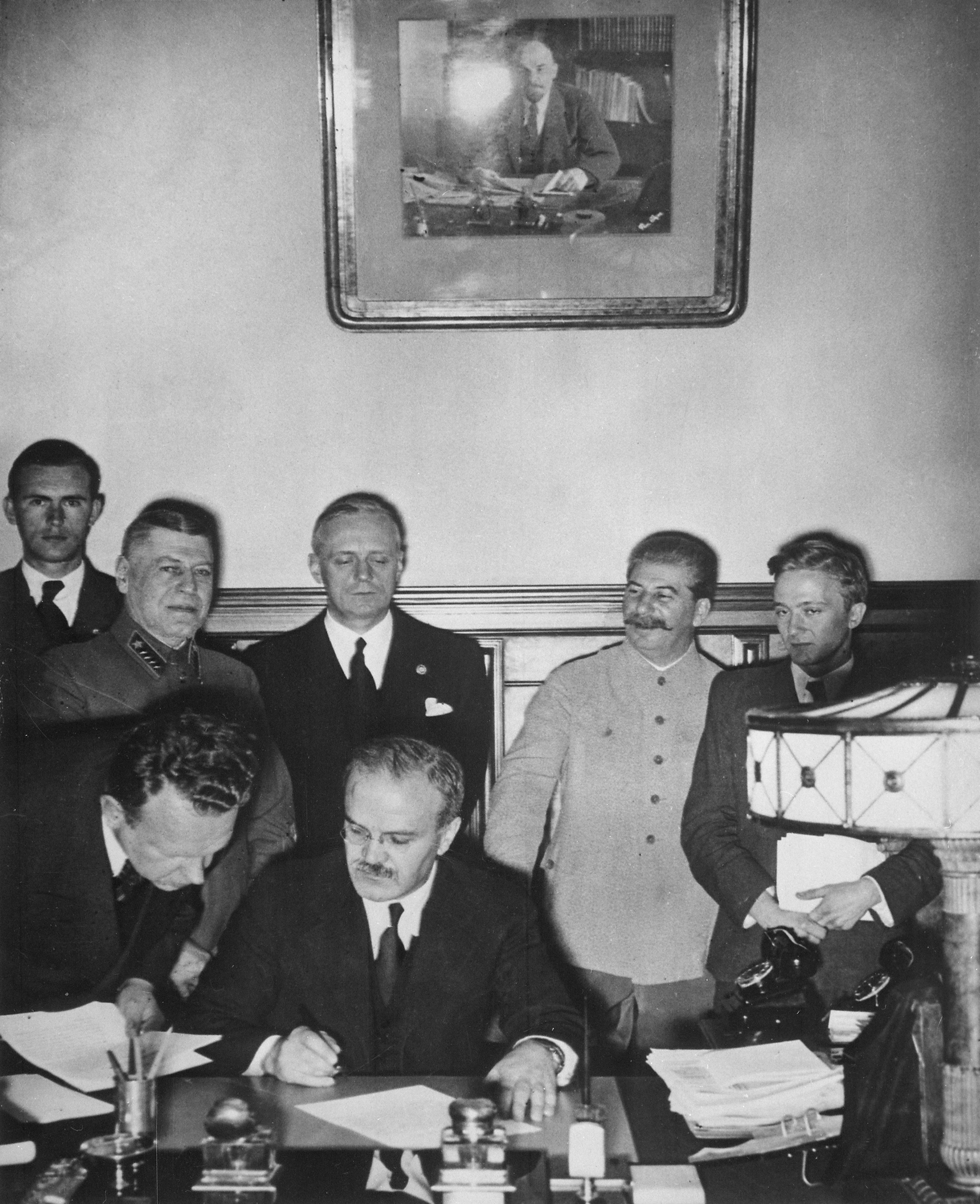
Il primo ministro sovietico Vjačeslav Molotov firma il Patto Molotov–Ribbentrop. Dietro a sinistra Joachim von Ribbentrop e a destra Joseph Stalin. Il patto aveva un protocollo che prevedeva la spartizione della Polonia.

Il 23 agosto 1939 venne siglato il Patto di non aggressione tra Germania e Unione Sovietica che conteneva alcune clausole che prevedevano la spartizione del territorio polacco fra le due nazioni firmatarie.
Alla fine di agosto del 1939 i termini dell'alleanza con i francesi e i britannici vennero aggiornati e la Polonia, accerchiata dalla Germania nazista e dall'Unione Sovietica, iniziò a mobilitare l'esercito. In quei giorni la Francia e la Gran Bretagna speravano ancora in una soluzione diplomatica per risolvere la disputa tra Germania e Polonia. Il Primo settembre 1939 la Germania invase la Polonia, in risposta due giorni dopo la Francia e la Gran Bretagna dichiararono guerra alla Germania.

## Invasione tedesca e sovietica

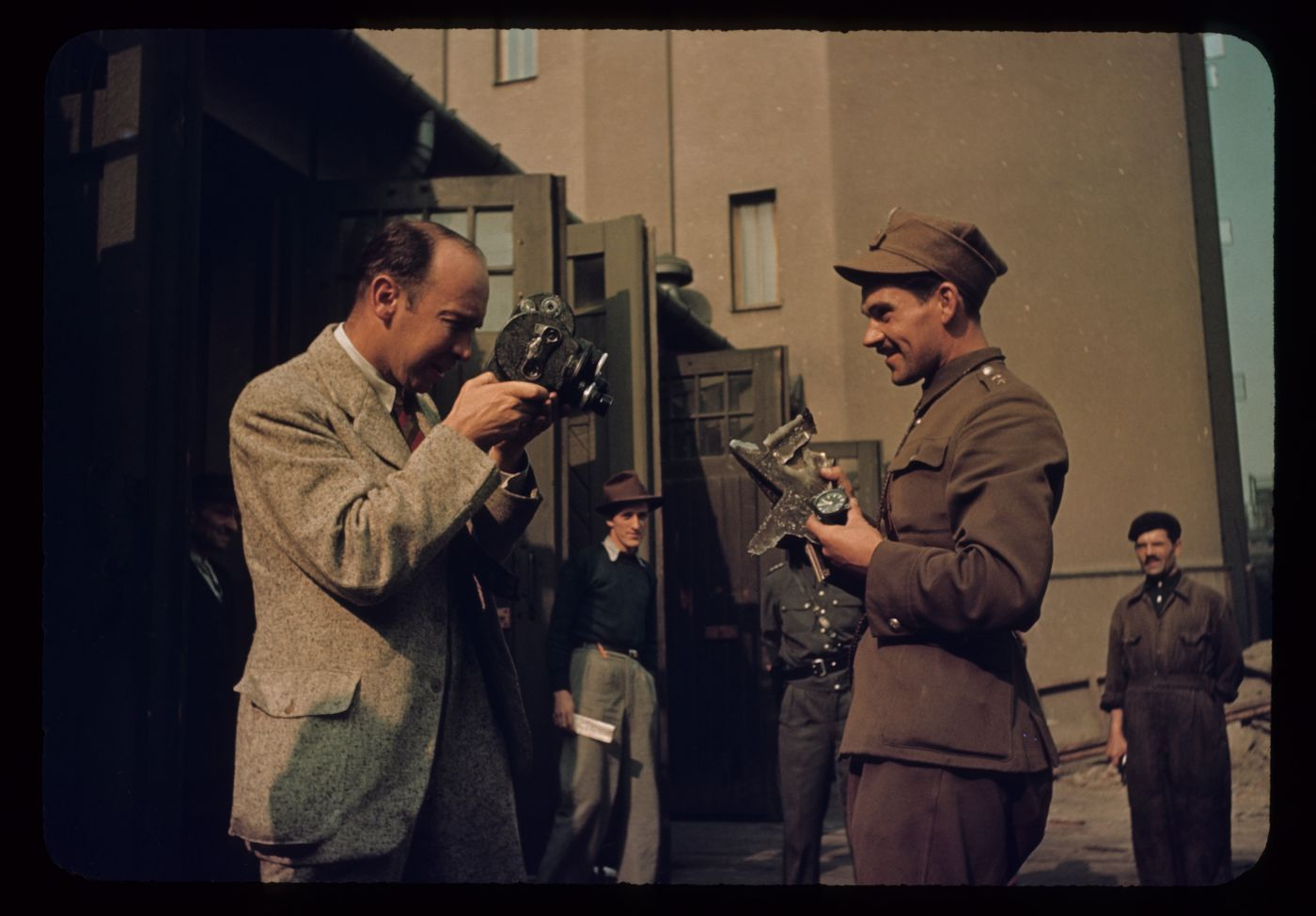
Artiglieria polacca nel 1939

Il 1º settembre 1939, senza una formale dichiarazione di guerra, la Germania invase la Polonia con il pretesto dell'incidente di Gleiwitz. Nei giorni successivi, grazie alla superiorità tecnologica, logistica e numerica, le forze tedesche avanzarono velocemente nel territorio polacco. Il 17 settembre iniziò l'invasione sovietica. Alla fine del mese il territorio polacco fu sostanzialmente diviso tra tedeschi e sovietici.
La Polonia non era preparata ad affrontare un conflitto armato. I livelli organizzativi e tecnologici delle forze armate polacche erano comparabili con quelli della prima guerra mondiale. Inoltre la Polonia si trovava in una posizione strategica molto debole, perché era circondata dalla Germania in tre lati. La Slovacchia, alleata della Germania, attaccò da sud. La marina tedesca attuò il blocco navale da nord. Nel frattempo l'opinione pubblica polacca era convinta di ottenere una rapida vittoria grazie all'alleanza con i francesi e i britannici.
L'esercito tedesco avanzò rapidamente in territorio polacco con le sue divisioni corazzate. L'aviazione iniziò ad attuare bombardamenti di massa che colpirono indiscriminatamente anche la popolazione civile. Le forze armate tedesche, sotto ordine di Hitler, si comportavano in modo crudele. L'esercito polacco era scarsamente dotato dei moderni equipaggiamenti e ben poco poté contro l'assalto tedesco.
Le cinque forze armate tedesche erano accompagnate da un gruppo speciale incaricato di terrorizzare la popolazione polacca. Alcuni polacchi di nazionalità tedesca si prodigarono a facilitare al compito, diventando una sorta di "quinta colonna". Oltre diecimila tedeschi vennero internati dal governo polacco dopo il 1º settembre. Obbligati a marciare verso Kutno, duemila di loro vennero assassinati. Nonostante ciò i crimini di guerra della Wehrmacht furono assai maggiori.

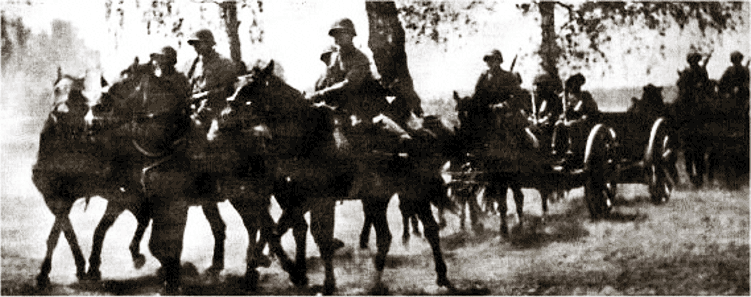
Cavalleria polacca nella battaglia di Bzura

La Germania dispiegò 58 divisioni, tra cui corazzate. La Germania aveva a disposizione un milione e mezzo di uomini, 187 000 veicoli motorizzati, quindicimila pezzi di artiglieria, 2 600 carri armati, 1 300 veicoli corazzati, 52 000 mitragliatrici e 363 000 cavalli. La Luftwaffe contava 1 390 aeroplani. La marina aveva 53 navi.
La Polonia era riuscita a mobilitare 1,2 milioni di soldati. L'esercito polacco possedeva 3 600 pezzi d'artiglieria, seicento carri armati, di cui 120 del modello 7TP. L'aviazione comprendeva 422 veicoli, tra cui 160 PZL P.11c, 31 PZL P.7a e 20 P.11a, 120 PZL.23 Karaś, e 45 PZL.37 Łoś. Gli aeroplani polacchi erano obsoleti rispetto a quelli tedeschi. La marina polacca, consistente principalmente in quattro cacciatorpediniere, una posamine, cinque sottomarini e alcuni vascelli, prese parte in misura minore alla guerra, poiché un consistente numero di mezzi partì per l'Inghilterra per sfuggire alla distruzione e aggregarsi alla Royal Navy britannica.
Sebbene la Francia e la Gran Bretagna avessero dichiarato guerra alla Germania nazista già il 3 dicembre, il fronte occidentale rimase in stallo per diversi mesi. Inizialmente i membri del governo polacco non erano consapevoli della situazione disperata. L'opinione pubblica polacca credeva che Terzo Reich, impegnato su due fronti, potesse essere facilmente sconfitto.

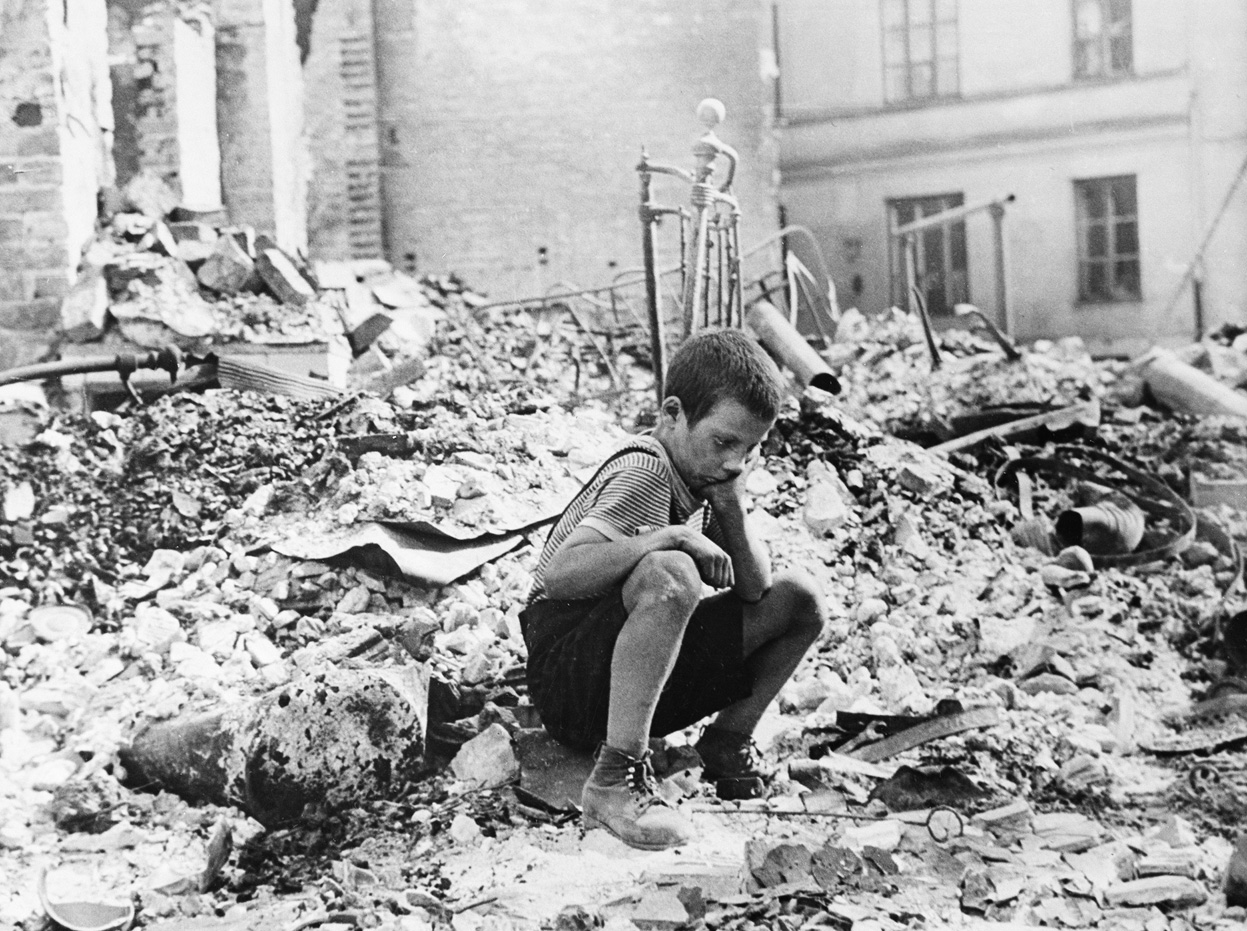
Un bambino sopravvissuto al bombardamento di Varsavia

Le armate polacche erano dislocate in tre posti diversi e operavano sotto il comando del maresciallo Edward Rydz-Śmigły, ciò portò a delle gravi carenze logistiche. Le armate polacche erano posizionate in semicerchio lungo il confine. I tedeschi si mossero su un punto prescelto per attaccare. Le divisioni corazzate tedesche contrastarono subito qualsiasi resistenza e già tra il 3 e il 4 settembre i confini polacchi erano già stati violati. Già da subito i primi profughi fuggirono verso est.
Poiché l'esercito polacco era in ritirata, i tedeschi conquistarono Częstochowa il 4 settembre, Cracovia e Kielce il 6 settembre. Il governo polacco evacuò in Volinia e il comandante Rydz-Śmigły lasciò Varsavia nella notte del 6 settembre e fuggì verso est alla volta di Brześć. Il generale Walerian Czuma prese il comando e organizzò difesa di Varsavia.
Il 6 settembre Varsavia veniva circondata dai tedeschi. Il sindaco Stefan Starzyński giocò un ruolo importante nella difesa. La battaglia della Bzura fu combattuta tra il 9 e il 21 settembre. Si susseguirono le battaglie di Tomaszów Lubelski e Leopoli. Il 13 settembre il maresciallo Rydz-Śmigły ordinò alle truppe di ritirarsi verso il confine rumeno.
L'11 settembre il Ministro degli Esteri Beck chiese alla Francia di dare asilo al governo polacco e alla Romania di garantire il passaggio. Il giorno successivo il consiglio di guerra anglofrancese determinò che la guerra in Polonia era già risolta in favore dei tedeschi. Il governo polacco non era a corrente di questi sviluppi e attendeva l'offensiva degli alleati occidentali.

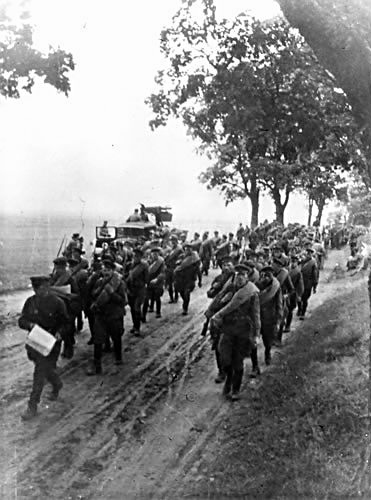
Invasione sovietica della Polonia, settembre 1939

Dal 3 settembre la Germania chiedeva all'Unione Sovietica che impegnasse le sue truppe contro la Polonia, tuttavia il comando sovietico ritardava, attendendo il risultato dell'offensiva tedesca e le reazioni di Francia e Gran Bretagna. Tuttavia l'Unione Sovietica assicurò la Germania che l'Armata Rossa avrebbe invaso la Polonia in un momento appropriato.
Il 17 settembre le truppe sovietiche marciarono verso il territorio polacco. L'invasione della Polonia fu giustificata dai sovietici per motivi difensivi e per proteggere le minoranze ucraine e bielorusse. L'invasione fu coordinata con l'esercito tedesco e trovò scarsa resistenza. D'altronde i comandi polacchi, che si trovavano nel confine rumeno, ordinarono alle truppe di evitare i combattimenti contro i sovietici, tuttavia ci furono alcune schermaglie tra polacchi e sovietici. I sovietici avanzarono verso ovest e verso sud, prendendo possesso dei territori a loro assegnati nel patto Molotov-Ribbentrop.
Circa 13,4 milioni cittadini polacchi vivevano nella zona occupata dai sovietici, di questi circa 8,7 milioni erano ucraini, bielorussi ed ebrei. Le relazioni di queste minoranze erano cattive con le autorità polacche, cosicché l'arrivo dell'Armata Rossa fu visto con favore. La Francia e la Gran Bretagna rimasero mute all'invasione sovietica.
Entro la fine del 1939 l'intero territorio polacco era conquistato dai tedeschi e dai sovietici.
Il 28 settembre venne siglato il trattato con il quale la Germania nazista e l'Unione Sovietica si spartivano il territorio polacco, con la definizione del nuovo confine sul fiume Bug. Venne abbandonata l'idea di tenere in vita lo Stato polacco, seppur in forma ridotta.
Il 17 settembre il governo polacco e l'alto comando militare ripararono nella neutrale Romania. Dalla Romania il 18 settembre il presidente Ignacy Mościcki e il maresciallo Rydz-Śmigły emanarono proclami e ordini. Tutto ciò violava il loro status di cariche stanziate in territorio neutrale, Quindi la Germania pressò la Romania di non permettere alle autorità polacche di partire verso la Francia. Il gruppo venne internato. L'ambasciatore polacco in Romania aiutò il generale Władysław Sikorski, membro dell'opposizione che non aveva ruoli, a ottenere documenti e partire verso la Francia.
Nel frattempo la resistenza continuò in molti luoghi. Tuttavia il 27 settembre Varsavia si arrese dopo il bombardamento. La fortezza di Modlin cadde il 29 settembre. Le battaglie di Hel e di Kock furono combattute fino ai primi giorni di ottobre. Nelle foreste cominciavano a formarsi i primi nuclei di resistenti. Il maggiore Henryk Dobrzański capeggiò questi movimenti. Durante la campagna di settembre l'esercito polacco perse circa sessantamila uomini sul fronte occidentale e sei-settemila sul fronte orientale. Quattrocentomila uomini furono imprigionati dai tedeschi e duecentotrentamila dai sovietici. Circa ottantamila abbandonarono la Polonia. La Germania contava sedicimila morti e tremila dispersi, mille carri armati e seicento aerei vennero distrutti. L'Armata sovietica perse circa tremila uomini. Circa centomila civili polacchi persero la vita.
Diverse navi polacche riuscirono a riparare nel Regno Unito. Decine di migliaia di soldati polacchi fuggirono in Ungheria, Lituania, Svezia e Romania per continuare la lotta. Molti polacchi presero parte alla battaglia di Francia e alla battaglia d'Inghilterra.

## Occupazione della Polonia

### Occupazione tedesca

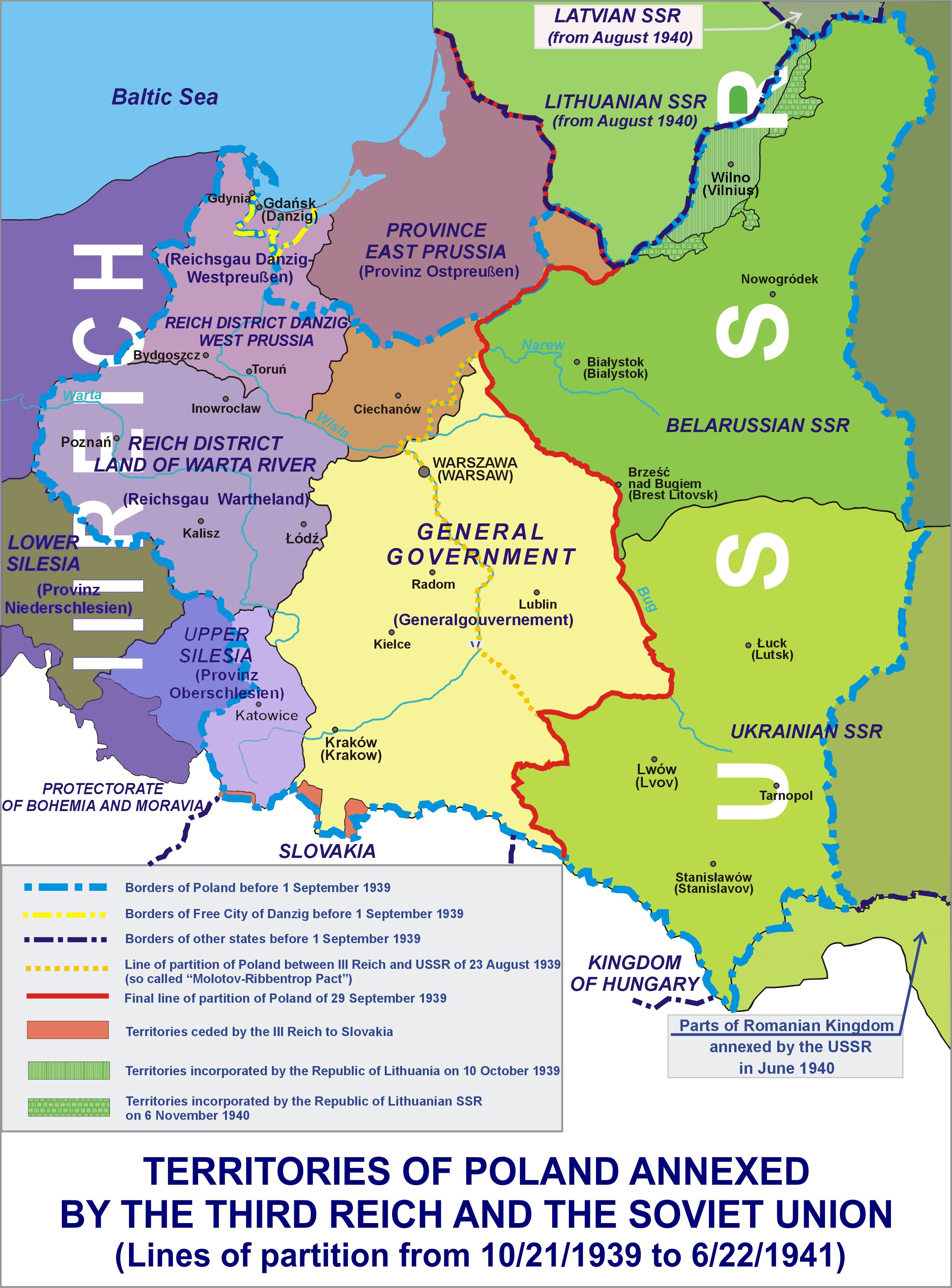
La Polonia fu spartita nel 1939 tra la Germania e l'Unione Sovietica.

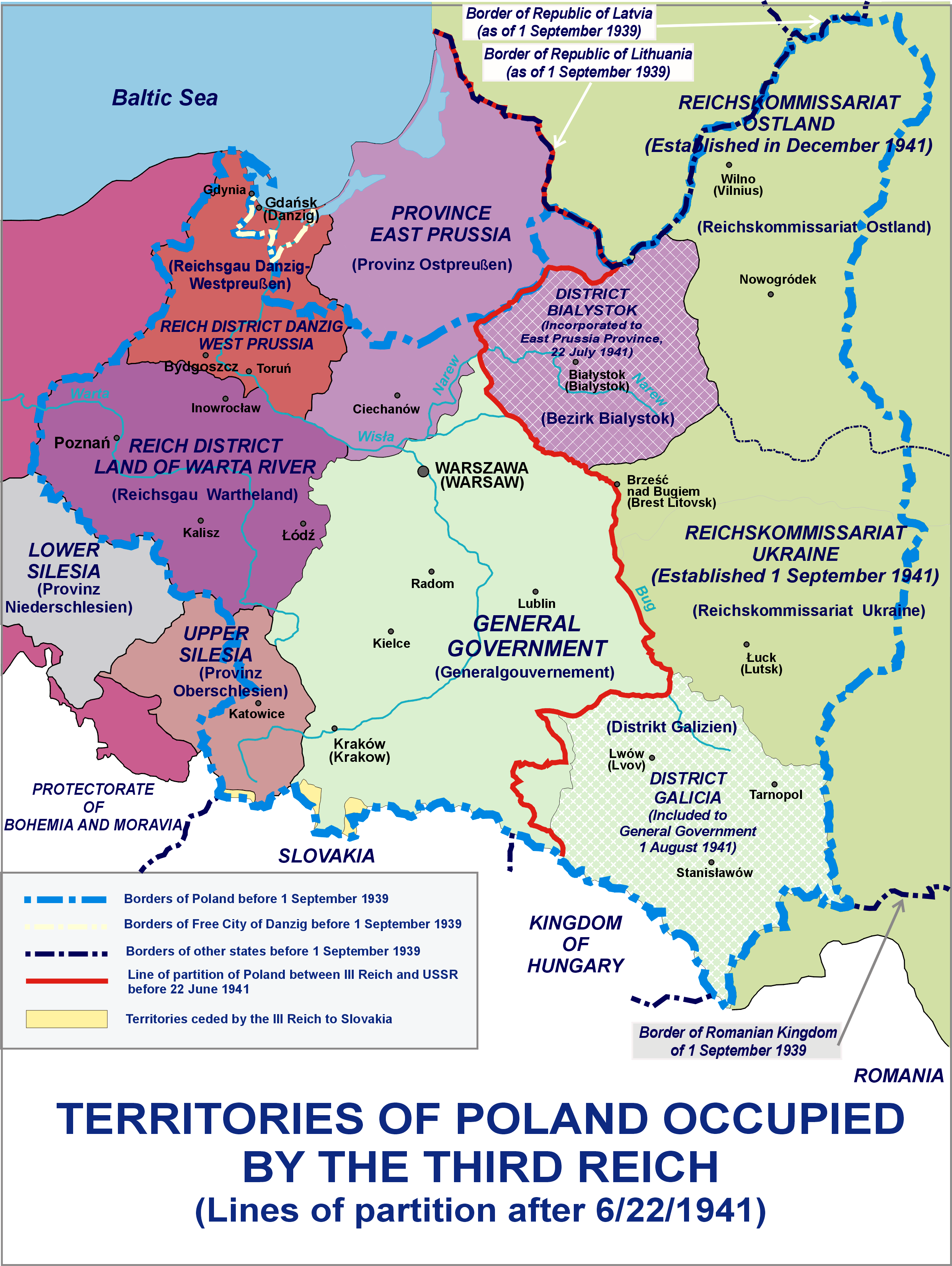
Cambiamenti dell'amministrazione polacca a seguito dell'Operazione Barbarossa.

Secondo i termini dei decreti emanati da Adolf Hitler, nell'ottobre 1939, il territorio della Polonia occidentale venne annesso al Reich. Questi comprendevano il corridoio di Danzica, la Prussia occidentale, l'Alta Slesia, nonché altri territori, come la città di Łódź.
I nuovi territori annessi alla Germania comprendevano le seguenti unità amministrative:
- Reichsgau Wartheland (inizialmente Reichsgau Posen)
- Reichsgau Danzig-Westpreußen (inizialmente Reichsgau Westpreussen);
- Regierungsbezirk Zichenau comprendente il territorio settentrionale del Voivodato di Varsavia (Płock, Płońsk, Sierpc, Ciechanów e Mława), which became a part of East Prussia;
- Regierungsbezirk Kattowitz

L'area dei territori sottratti alla Polonia si estendeva per novantaduemila chilometri quadrati. La popolazione comprendeva oltre dieci milioni di persone, la maggior parte di etnia polacca.
Nei soli distretti della Pomerania le corti di giustizia tedesche condannarono a morte oltre 11 000 polacchi tra il 1939 e il 1940. 30 000 polacchi furono giustiziati soltanto nel 1939, oltre a 10 000 nella Grande Polonia e a millecinquecento nella Slesia. Gli ebrei vennero piazzati nei ghetti. Il clero cattolico venne deportato in massa. La popolazione venne sottoposta a una politica di germanizzazione. Nell'ottobre 1939 Gdynia. Tra il 1939 e il 1940 molti cittadini polacchi vennero deportati, anche nei campi di concentramento. Quindi i nazisti iniziarono la pulizia etnica nelle ex regioni occidentali polacche. Circa un milione di polacchi furono costretti a sloggiare dalle loro case per venire sostituiti da 386 000 tedeschi.
In base agli accordi tra Germania nazista e Unione Sovietica, i territori polacchi ad oriente dei fiumi Pisa, Narew, Bug e San vennero annessi dai sovietici, tranne la zona di Vilnius (in polacco Wilno), che passò sotto la Lituania, e la regione di Suwałki, che andò alla Germania. Questi territori erano abitati prevalentemente da ucraini e bielorussi, con minoranze di polacchi ed ebrei. L'estensione totale dell'area era di 201000 chilometri quadrati, con una popolazione totale di oltre tredici milioni di abitanti. Una piccola striscia di territorio, appartenente all'Austria-Ungheria prima del 1914, venne girata alla Slovacchia.

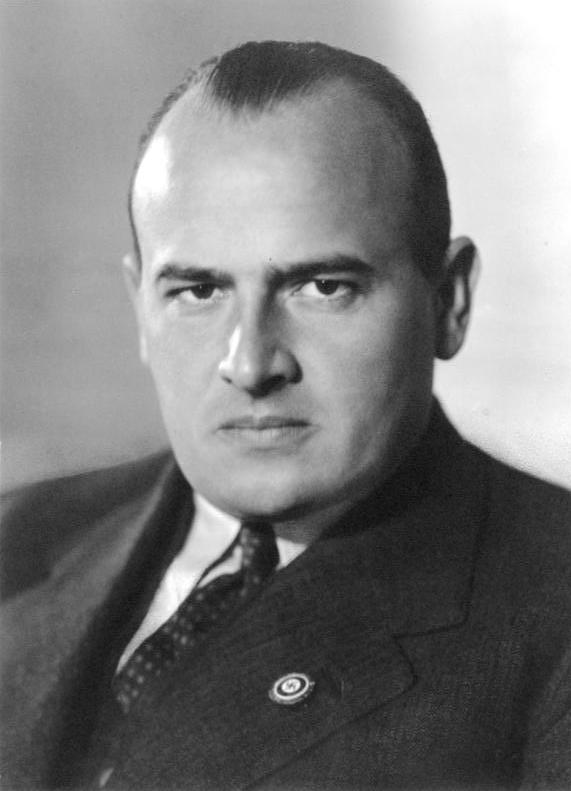
Hans Frank.

Dopo l'attacco della Germania nazista all'Unione Sovietica, avvenuto nel giugno 1941, il territorio polacco, in precedenza occupato dai sovietici, venne riorganizzato.
Vennero così creati questi nuovi distretti:
- Bezirk Bialystok
- Bezirke Litauen und Weißrussland, l'attuale Bielorussia occidentale e la Provincia di Vilnius furono incorporate nel Reichskommissariat Ostland;
- Bezirk Wolhynien-Podolien
- la Galizia, incorporata nel Governatorato Generale, diventando il quinto distretto[47]

Il resto del territorio venne incorporato in una nuova unità amministrativa, chiamata Governatorato Generale, in tedesco Generalgouvernement für die besetzten polnischen Gebiete, con capitale Cracovia. Divenne parte del Grossdeutsches Reich). Il Governatorato Generale fu inizialmente suddiviso in quattro distretti, Varsavia, Lublino, Radom e Cracovia. Successivamente furono aggiunte la Volinia e la Galizia orientale nel 1941. Hans Frank divenne governatore Generale di questo territorio. Frank coordinò la segregazione degli ebrei nelle maggiori città, nonché il reclutamento di polacchi ai lavori forzati.
Nel Governatorato generale alcune istituzioni del precedente regime, tra cui la polizia, vennero preservate. Oltre quarantamila polacchi lavoravano per conto del Governatorato Generale, tuttavia controllate da diecimila tedeschi. L'attività politica fu proibita. I professori dell'Università di Cracovia furono rinchiusi nei campi di concentramento. Secondo i piani dei nazisti l'etnia polacca doveva essere gradualmente eliminata e gli ebrei sterminati. Circa 300000-400000 ebrei fuggirono dalla zona di occupazione tedesca per riparare in Unione Sovietica., mentre altri vennero salvati dalle famiglie polacche.

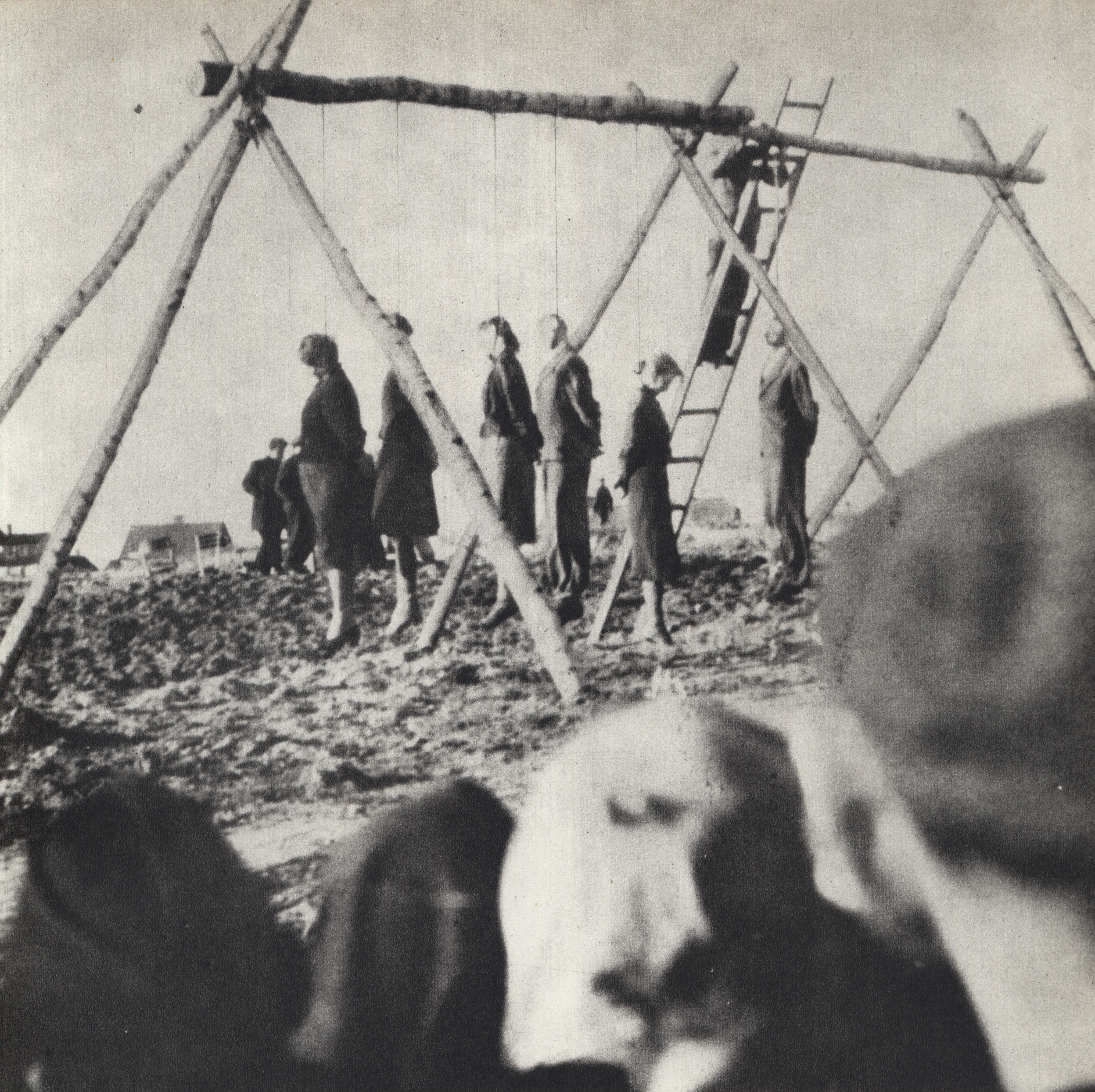
Esecuzione di 54 polacchi a Rożki, 1942

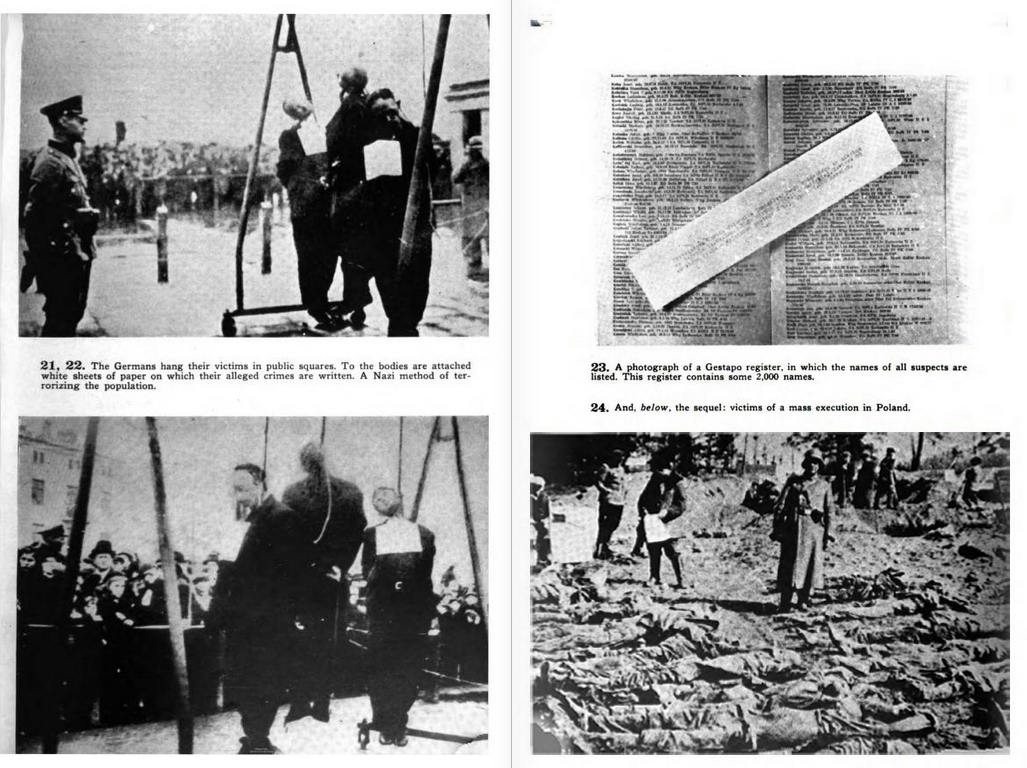
Fotografie tratte dal The Black Book of Poland, pubblicato a Londra dal governo polacco in esilio.

Inizialmente la popolazione del Governatorato Generale contava 11,5 milioni di persone su un territorio di 95 500 km2, Dopo la creazione del Governatorato vennero reinsediati circa 860000 polacchi ed ebrei, espulsi dalle zone occidentali. Dopo l'avvio dell'Operazione Barbarossa il territorio si estendeva su 141000 km2, con una popolazione di 17,4 milioni di abitanti.
Decine di migliaia di persone dell'intelligencija polacca vennero assassinate dai tedeschi. Il clero cattolico fu perseguitato. Decine di migliaia di membri della resistenza polacca furono torturati e uccisi nella prigione di Pawiak di Varsavia. Dal 1941 la popolazione polacca iniziò a ridursi a seguito della politica tedesca di sfruttamento delle risorse, che portò fame e malattie. Inoltre i polacchi vennero deportati nei campi di lavoro tedeschi e usati come manodopera. Si calcola che almeno due milioni di polacchi furono portati in Germania per lavorare in condizioni di schiavitù e molti di questi morirono per gli stenti. Miglior destino non ebbero le donne polacche, poiché furono forzatamente reclutate nei bordelli della Wehrmacht. Diversamente dalle zone occupate dell'Europa occidentale, i nazisti trattavano i polacchi con disprezzo. Durante il periodo di guerra la Polonia venne pesantemente saccheggiata.
Il destino della Polonia era segnato nel Generalplan Ost, che prevedeva l'eliminazione di decine di milioni di polacchi oppure il loro reinsediamento in Siberia, mentre il territorio polacco sarebbe stato reinsediato da tedeschi. Un tentativo di questo tipo ebbe luogo tra il 1942 e il 1943 quando oltre 100 000 polacchi dei villaggi della regione di Zamość furono deportati e rimpiazzati da circa diecimila tedeschi.
Con il programma Lebensborn circa 200 000 bambini polacchi vennero tolti dalle famiglie dai tedeschi per essere testati delle loro caratteristiche razziali, per vagliare se fossero idonei alla "germanizzazione". Molti di questi bambini polacchi furono uccisi e soltanto il 15%-20% di loro tornò a casa dopo la guerra. Dopo la conquista dei territori di Kresy, i nazisti scatenarono la loro politica antiebrea. Rispetto ai polacchi, i nazisti ebbero un trattamento più favorevole nei confronti dei lituani, degli ucraini e dei bielorussi. Nonostante il clima di terrore che regnava nella Polonia occupata dai nazisti, alcuni segmenti della popolazione, come gli agrari, poterono godere di un relativo benessere.
Secondo una stima dell'Istituto della memoria nazionale fatta nel 2009, circa 5,62-5,82 milioni di cittadini polacchi morirono durante l'occupazione nazista.

### Occupazione sovietica
L'Unione Sovietica acquisì circa il 50,1% del territorio polacco (195300 km2), abitato da oltre dodici milioni di persone. Alcune stime riportano che la zona di occupazione sovietica era abitata da polacchi (38%), da ucraini (38%), da bielorussi (14,5%), da ebrei (8,4%), da russi (0,9%) e da tedeschi (0,6%). C'erano anche 336 000 rifugiati dalla zona di occupazione tedesca, la maggior parte di loro erano ebrei (198 000). I territori occupati dall'Unione Sovietica furono annessi, eccetto Vilnius che passò alla Lituania. Nel 1940 la Lituania divenne una Repubblica Socialista Sovietica.
Quando l'Armata Rossa arrivò nel territorio di Kresy, venne accolta come liberatrice dalle popolazioni di origine bielorussa, lituana e ucraina. La nuova amministrazione sovietica applicò le politiche staliniste nell'ex Polonia orientale. Vennero fatte elezioni per legittimare l'annessione all'Unione Sovietica. Il 2 novembre 1939 l'Unione Sovietica annetteva la Polonia orientale.
Le istituzioni polacche furono riaperte sotto la direzione di personale prevalentemente di origine russa o più raramente ucraina e polacca. L'Università di Leopoli, nonché le altre scuole, furono trasformate in istituzioni di tipo sovietico. Alcuni dipartimenti, come Legge e Scienze Umane, vennero aboliti. Vennero istituite nuovi corsi di studio come darwinismo, leninismo e stalinismo. L'istruzione era gratuita e gli studenti potevano godere di sussidi economici.
Le autorità sovietiche tentarono di rimuovere ogni traccia dell'attività polacca. Il 21 dicembre lo złoty venne rimpiazzato dal rublo. I libri in lingua polacca vennero bruciati.
Tutti i mezzi d'informazione vennero messi sotto controllo. I sovietici attuarono un regime poliziesco basato sul terrore. I partiti e le organizzazioni polacche furono sciolte. Solo il Partito Comunista ucraino poteva esistere. Gli insegnanti sovietici incoraggiavano i bambini a spiare i propri genitori. Le organizzazioni politiche ucraine e bielorusse, chiuse dal governo polacco negli anni Trenta, furono riaperte. Le nuove lingue di studio a scuola erano il bielorusso e l'ucraino. La Chiesa cattolica e la Chiesa ortodossa furono perseguitate e persero molte proprietà immobiliari, i seminari e le organizzazioni affiliate. I sacerdoti furono soggetti ad arresti, deportazioni o arruolati al servizio militare.
Molte imprese fallirono o furono nazionalizzate. Le piccole imprese dovettero aggregarsi alle cooperative. Tuttavia ben poche fattorie furono nazionalizzate. Furono smantellate le industrie tessili di Białystok. Le politiche economiche sovietiche portarono a una serie di difficoltà, poiché scarseggiava il cibo nei negozi. Nonostante ciò le condizioni erano migliori nella zona di occupazione sovietica rispetto a quella tedesca.
In base alla legge sovietica del 29 novembre 1939, tutti i residenti dei territori annessi, cioè dell'ex Polonia, acquisirono la nazionalità sovietica. Pertanto i residenti erano obbligati ad accettare, mentre coloro che rinunciavano, di cui la stragrande maggioranza era polacca, venivano minacciati di essere deportati nella zona di occupazione tedesca.
I sovietici, sfruttando le antiche tensioni tra etnie, incitarono alle violenze ai danni dei polacchi, giustificandole con i torti che le minoranze avevano subito nel ventennio precedente.

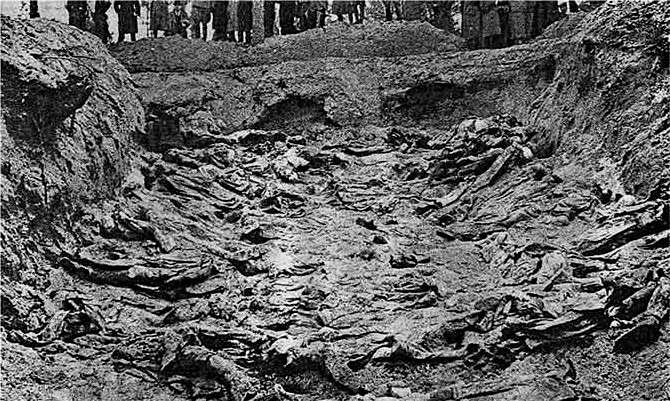
Una delle sepolture di massa del Massacro di Katyn' (primavera 1940), riesumata dai tedeschi nel 1943. Il numero di vittime è stimato intorno alle 22000, di cui 21768 certificate. Di queste 4421 provenivano da Kozel'sk, 3820 da Starobil's'k, 6311 da Ostaškov e 7305 dalle prigioni bielorusse e ucraine.

Inizialmente parte della popolazione ucraina accolse positivamente la fine del dominio polacco. Le autorità sovietiche avviarono la riforma agraria e una limitata campagna di collettivizzazione. Una minoranza della popolazione, prevalentemente giovani ebrei e in misura minore braccianti ucraini, vide nell'arrivo dei sovietici la possibilità di iniziare nuove riforme politiche e sociali. Il suo entusiasmo diminuì nel tempo poiché la repressione sovietica colpì tutti. Le organizzazioni indipendentiste ucraine furono perseguitate come "anti-sovietiche".
La NKVD iniziò un regime di terrore. Le prime vittime furono 230 000 prigionieri di guerra polacchi. All'epoca l'Unione Sovietica non aveva siglato alcuna convenzione di guerra, così le venne negato lo status di "prigionieri di guerra". Quando i sovietici iniziarono ad avviare il reclutamento tra i polacchi, molti di questi si rifiutarono di cooperare, così diventarono nemici dell'Unione Sovietica. Il 5 marzo 1940 il Politburo decise di ucciderli o mandarli nei gulag. Degli oltre diecimila polacchi mandati a Kolyma, solo 583 uomini sopravvissero, e furono rilasciati nel 1941–1942 per ricongiungersi alle forze polacche che combattevano sul fronte orientale.
Le politiche di terrore furono perpetuate anche ai danni della popolazione civile. Le autorità sovietiche giudicavano il servizio prestato per lo stato polacco come un crimine contro la rivoluzione, come attività controrivoluzionaria e quindi iniziarono ad arrestare un numero considerevole di civili polacchi, perlopiù appartenenti al ceto medio. Perfino i ragazzini di dieci anni che osavano irridere della propaganda sovietica venivano mandati in prigione.

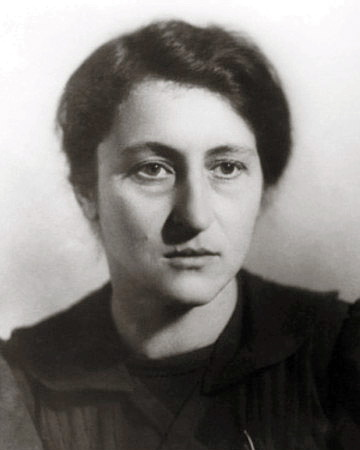
Wanda Wasilewska.

Ben presto le prigioni divennero sovraffollate di detenuti sospetti attività anti-sovietica, così la NKVD si premurò di aprire nuove carceri ad hoc in gran parte delle città della regione. L'ondata di arresti causò il reinsediamento forzato di larga parte della popolazione di origine polacca nei gulag. Circa 30 000-40 000 polacchi furono portati nei campi di lavoro nel biennio 1939-1941. Vennero trasferiti in Russia settentrionale, Kazakistan e Siberia. Secondo i dati della NKVD, dei 107 000 ex cittadini polacchi arrestati nel giugno del 1941, 39 000 furono processati giudicati per diversi tipi di trasgressione. Vennero inflitte 1 200 condanne a morte. Allo stesso tempo circa 40 000 persone furono messe nelle prigioni della NKVD, 10 000 di loro vennero uccisi al momento dell'attacco tedesco.
Alcuni polacchi, come Wanda Wasilewska, decisero di collaborare con le autorità sovietiche. Wasilewska, che era una dei capi dei comunisti polacchi, fu ricevuta al Cremlino da Stalin il 28 giugno 1940. Questo evento marcò un riorientamento delle politiche sovietiche nei confronti dei polacchi. Infatti i sovietici intrapresero una serie di misure conciliatorie, come la commemorazione della morte di Adam Mickiewicz. Wasilewska e Berling premevano per la creazione di una divisione polacca ancora nel settembre del 1942, tuttavia i sovietici la concessero soltanto quando ci fu la rottura diplomatica con il governo polacco in esilio, che avvenne nell'aprile del 1943.
Diversamente dalla Polonia occupata dai nazisti, dove la collaborazione tra tedeschi e polacchi era rara, in questa zona molti polacchi, specie delle élite, collaborarono attivamente con gli occupanti sovietici.
Dopo l'avvio dell'Operazione Barbarossa  e l'accordo Sikorski–Majskij nell'estate del 1941, molti polacchi internati nei gulag vennero rilasciati. Molti andarono verso sud per essere reclutati nell'esercito polacco, tuttavia molti di loro erano già deboli e perirono di stenti.
Secondo una stima dell'Istituto della memoria nazionale, fatta nel 2009, circa 150 000 polacchi morirono durante l'occupazione sovietica. I deportati furono 320000.

### Collaborazione con gli occupanti

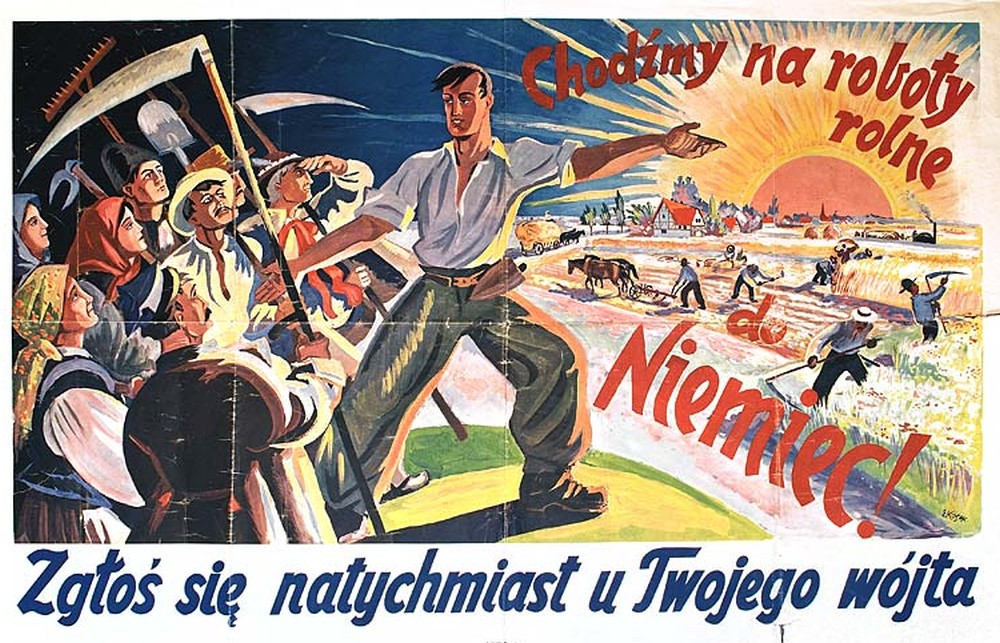
Manifesto tedesco per reclutare soldati

Durante l'occupazione non c'era nessuna forma di collaborazione né a livello politico né a livello economico. Sia la Germania nazista sia l'Unione Sovietica intendevano eliminare le strutture governative, quindi non cercavano affatto una forma di cooperazione. I polacchi non ottennero posizioni di particolare peso. La maggior parte dei collaboratori apparteneva alle minoranze tedesche residenti in Polonia. Circa tre milioni di cittadini polacchi firmarono, durante l'occupazione, la Deutsche Volksliste.
Gli studiosi stimano che i "collaboratori polacchi" arrivavano a diverse migliaia su una popolazione di circa 35 milioni di abitanti. Questo numero viene stimato dalle sentenze di morte pronunciate dalla Resistenza polacca. Alcuni storici come Leszek Gondek pensano che il fenomeno di collaboratori polacchi fosse marginale, altri invece più importante, specialmente quando si trattava di denunciare la presenza degli ebrei.
Nell'ottobre 1939, i nazisti ordinarono la mobilitazione della polizia polacca che doveva collaborare con gli occupanti. Nel 1943 la "Polizia Blu" contava ben sedicimila uomini. Il suo compito principale era ovviamente quello di combattere la criminalità, tuttavia venne impiegata per controllare i ghetti ebrei. Alcuni uomini della Polizia Blu eseguivano gli ordini con riluttanza, altri addirittura disobbedivano platealmente, rischiando la pena di morte. Molti di loro facevano il doppio gioco per conto della Resistenza polacca. Alcuni degli ufficiali furono premiati tra i giusti per aver portato in salvo gli ebrei. Loro malgrado gli uomini della Polizia Blu furono moralmente obbligati a collaborare con gli occupanti. Secondo Timothy Snyder la Polizia Blu uccise circa 50 000 ebrei. Inoltre collaborò con i nazisti in molti impieghi, tra cui la deportazione dei polacchi nei campi di lavoro tedeschi.
Dopo la conquista tedesca della porzione orientale della Polonia, attuata con l'Operazione Barbarossa, vennero creati nuovi Reichskommissariat. L'esercito polacco combatté contro i due invasori.

## Resistenza in Polonia

### Resistenza armata e lo "Stato clandestino"
Il movimento di Resistenza in Polonia fu uno dei più attivi nell'Europa occupata. La resistenza all'occupante tedesco iniziò già da subito con metodi di guerriglia. Le prime attività partirono con il "Servizio per la vittoria polacca" (Służba Zwycięstwu Polski), che nacque il 27 settembre 1939. I partiti polacchi continuarono la loro attività. In seguito il Servizio venne rimpiazzato dal governo in esilio a Parigi con l'"Unione della Lotta Armata" (Związek Walki Zbrojnej), messo sotto il comando del generale Kazimierz Sosnkowski,
Nel giugno del 1940 Władysław Sikorski, primo ministro in esilio e comandante in capo delle forze armate, nominò il generale Stefan Rowecki, che risiedeva ancora in Polonia, a capo dell'Unione. Il Battaglione Chłopskie, una forza partigiana del movimento dei braccianti, era già attiva dall'agosto 1940 e arrivò a 150 000 membri nel giugno 1944. L'esercito leale al governo in esilio (Armia Krajowa o AK). Nel febbraio 1942 venne formato il braccio armato del "Stato polacco clandestino" che arrivò a contare duecentomila membri nel luglio dello stesso anno. La Gwardia Ludowa con la sua evoluzione Armia Ludowa fu una piccola formazione partigiana di sinistra, appoggiata dall'Unione Sovietica e controllata dal Partito dei Lavoratori polacchi. Le forze dell'Organizzazione militare nazionale, braccio armato del Partito Nazionale, si divisero nel 1942 e nel 1944: la maggior parte di questa milizia si aggregò all'esercito e un gruppo fondò una formazione ultranazionalista. A metà del 1944 ci fu una parziale fusione di questi gruppi partigiani. e l'AK arrivò a 400 000 uomini, nonostante ciò il rifornimento di armi restò carente. Secondo Antoni Czubiński, l'AK contava trecentomila soldati, che eseguirono circa 230 000 azioni di sabotaggio. Secondo Zbigniew Mikołejko, 200 000 soldati e civili parteciparono alle attività dell'AK. Tuttavia le risorse dell'esercito erano talmente scarse che nella primavera del 1944 soltanto 30 000 uomini erano stati equipaggiati. Gli attacchi partigiani furono impediti grazie anche alla politica nazista di ritorsione nei confronti di civili inermi. Solitamente gli occupanti uccidevano un centinaio di civili polacchi per ogni tedesco morto per mano della Resistenza. L'AK trovò molte difficoltà a stabilirsi nelle zone occidentali e nella provincia di Kresy. Il generale Rowecki fu scoperto e arrestato dalla Gestapo nel giugno del 1943.
Lo "Stato clandestino" nacque nell'aprile del 1940, quando pianificò di istituire i suoi tre delegati nella Polonia occupata, uno per ciascuno dei territori direttamente annessi dalla Germania, per la zona occupata dai tedeschi e per la zona occupata dai sovietici. Dopo la sconfitta della Francia, il delegato diventò uno solo. La "Stato clandestino" fu sostenuto praticamente da tutti i partiti politici polacchi, che formarono una cooperazione clandestina in vista di una futura democrazia parlamentare. Dall'autunno del 1940 lo "Stato" fu retto dal delegato Cyryl Ratajski, nominato dal governo in esilio a Londra. Lo "Stato clandestino" mantenne la continuità statuale della Polonia. Nel novembre del 1942 l'emissario speciale Jan Karski andò a Londra e a Washington per avvertire dell'imminente sterminio degli ebrei. Karski fu in grado di trasmettere le sue osservazioni agli ebrei americani, inoltre ebbe un colloquio con il presidente Roosevelt.

### Dopo l'Operazione Barbarossa
Leopold Trepper, ebreo polacco, fu una spia della rete "Orchestra rossa", attiva in Europa occidentale. Informò Stalin del piano tedesco, ma il leader sovietico non prese in considerazione questo avvertimento.
Nel frattempo in Polonia i comunisti e i gruppi di estrema destra non riconobbero il delegato del governo in esilio. La situazione per il movimento di Resistenza si fece difficile poiché gli Alleati assegnarono la Polonia alla sfera di operazione sovietica e la Gran Bretagna fornì un minor sostegno alla Resistenza.

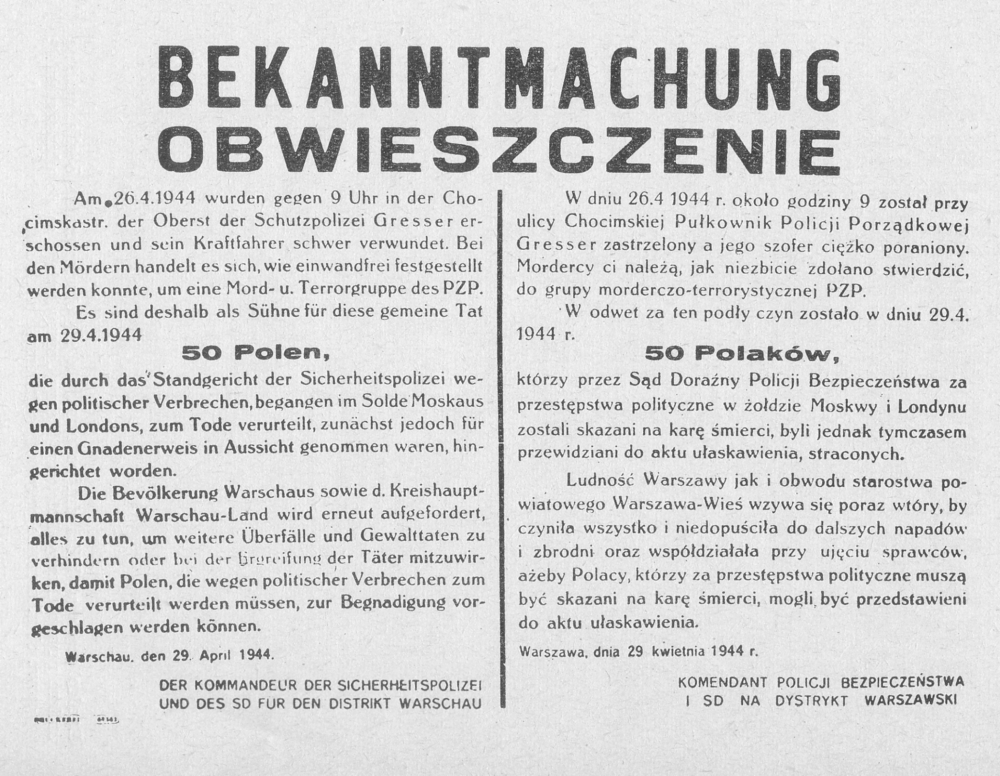
L'annuncio della condanna a morte di 50 polacchi, emessa dalla Standgericht come rappresaglia per l'uccisione di un poliziotto tedesco, nel 1944

Dopo l'Operazione Barbarossa, i partigiani sovietici, che iniziarono ad essere attivi in Bielorussia e nei Kresy, erano allineati alla Gwardia Ludowa e posero una prima minaccia all'autorità dell'AK. La presenza di queste formazioni partigiane, con posizioni ideologiche contrapposte, causò una minor efficacia nel contrasto alle forze di occupazione. Inoltre non mancarono le bande composte da criminali. Nel frattempo le armate sovietiche si avvicinavano ai confini orientali prebellici della Polonia.
Con l'incoraggiamento di Stalin, i comunisti polacchi fondarono le loro istituzioni, in competizione con il governo in esilio e con lo "Stato clandestino" e che comprendevano il Partito dei Lavoratori polacchi il Consiglio Nazionale e l'Unione dei Patrioti polacchi.
L'Organizzazione Combattente Ebraica intraprese l'attività di Resistenza nel 1943, dopo lo scoppio della rivolta del ghetto di Varsavia.
Tra il 1943 e il 1944 lo "Stato clandestino" fece una serie di proposte in modo da contenere l'attrattiva dei comunisti, tra cui un nuovo stato basato sulla democrazia rappresentativa, riforma agraria, nazionalizzazione delle grandi industrie, riforma della rappresentatività sindacale, richieste di compensazioni territoriali alla Germania e ristabilimento dei confini orientali. Tuttavia le maggiori differenze tra comunisti e Stato clandestino non riguardavano tanto le questioni economiche e sociali, quanto invece le future relazioni polacco-sovietiche.

### Operazione Tempesta e la Rivolta di Varsavia

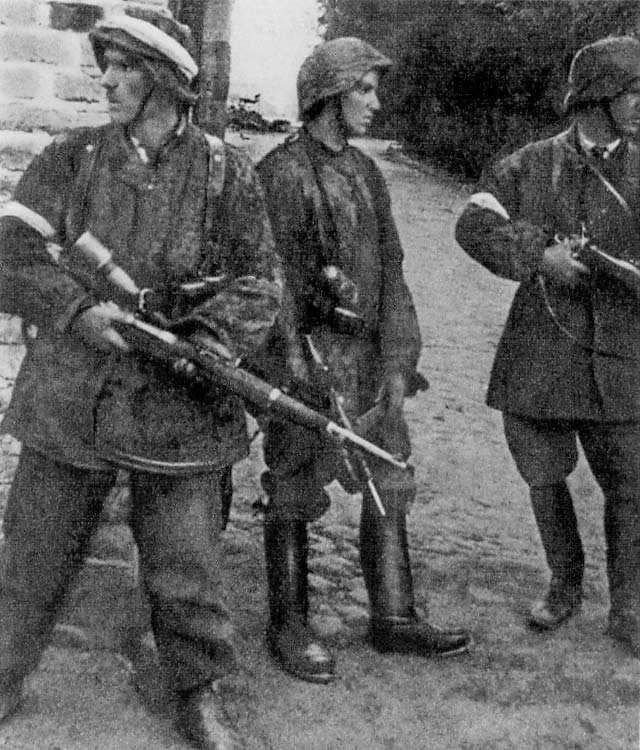
Soldati del Battaglione Zośka a Wola durante la Rivolta di Varsavia.

Agli inizi del 1943 l'esercito clandestino era pronto a una rivolta generale. La situazione venne presto complicata dall'avanzata dell'Unione Sovietica, promotrice di una visione alternativa sul futuro della Polonia. Il 9 gennaio 1944 venne istituito il Consiglio di Unità Nazionale, presieduto dal socialista Kazimierz Pużak. Il piano per la fondazione del nuovo stato polacco, prima che arrivassero i sovietici, aveva il nome in codice Operazione Tempesta, e prevedeva l'insurrezione a Varsavia. Tuttavia i sovietici, nei colloqui tra alleati, optarono per non fornire supporto all'esercito polacco; al contrario, durante la Rivolta di Varsavia, aspettarono che i tedeschi fermassero gli insorti. D'altro canto i miliziani di estrema destra volevano porre termine alla guerra contro i tedeschi e combattere i comunisti.
Dopo il fallimento dell'Operazione Tempesta nelle province orientali, i sovietici chiesero che l'esercito polacco venisse sciolto. Il comandante dell'AK Tadeusz Bór-Komorowski sciolse le sue unità ad est del fiume Bug nel luglio del 1944, ordinando di congiungersi alle formazioni Zygmunt Berling. Molti non obbedirono e furono perseguiti dai sovietici.
Nell'estate del 1944 l'AK preparò l'insurrezione a Varsavia, ancora occupata dai tedeschi. Questa mossa aveva l'intenzione di evitare l'eventuale imposizione di un governo comunista da parte sovietica. Il comandante supremo a Londra, il generale Sosnkowski, si oppose alla strategia dell'AK di ingaggiare la battaglia contro i tedeschi, poiché poteva essere autodistruttiva. Nel maggio del 1944 inviò un dispaccio al generale Leopold Okulicki per istruirlo di non permettere questa azione. Tuttavia Okulicki perseguì le sue idee e a Varsavia divenne il più ardente sostenitore dell'insurrezione, spingendo per un rapido inizio delle ostilità contro i tedeschi. Il primo ministro Stanisław Mikołajczyk, che intendeva rinforzare la sua posizione con Stalin, diede l'autorizzazione, con un messaggio consegnato il 27 luglio al delegato Jan Stanisław Jankowski, per l'avvio dell'insurrezione a Varsavia. Per alcuni comandanti il collasso della Germania e la vittoria sovietica sembravano imminenti, così l'AK, comandato da Bór-Komorowski, lanciò la Rivolta di Varsavia il primo giorno di agosto. L'equipaggiamento degli insorti sarebbero durati per pochi giorni di combattimento, così era previsto che la Rivolta sarebbe durata solo in quell'arco di periodo. Il 3 agosto Mikołajczyk, conferì con Stalin a Mosca, annunciando la liberazione di Varsavia e chiedendo supporto militare. Stalin promise aiuto agli insorti, però notando che le armate sovietiche erano lontane da Varsavia ed erano impegnate a sconfiggere le truppe nemiche.

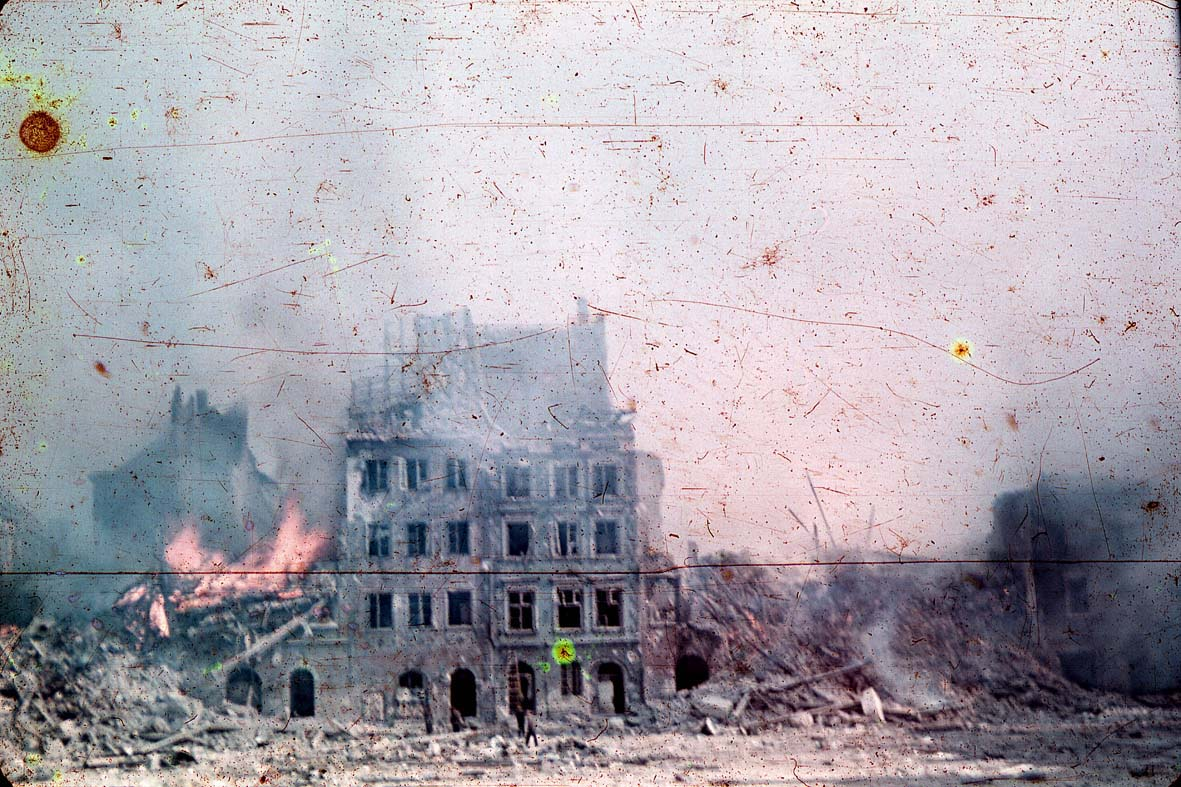
La Rivolta di Varsavia nella città vecchia

A Varsavia i tedeschi si rilevarono ancora abbastanza forti e i sovietici non diedero assistenza agli insorti. D'altronde Stalin non aveva alcun interesse affinché la Rivolta avesse successo e, dopo il fallimento del colloquio con Mikołajczyk, il 13 agosto l'agenzia sovietica TASS comunicò che la responsabilità della rivolta era degli emigrati polacchi a Londra. Allora i polacchi chiesero aiuto agli alleati occidentali. La Royal Air Force e l'aviazione polacca riuscirono a lanciare alcune armi, ma non furono sufficienti poiché mancava il supporto sovietico. Benché sollecitato dai comunisti polacchi e dagli alleati occidentali, Stalin diede limitata assistenza agli insorti. Nel frattempo la controffensiva sovietica era ferma al fiume Vistola.
Nella capitale polacca le formazioni dell'AK inizialmente riuscirono a prendere il controllo di buona parte della città, ma già dal 4 agosto dovettero limitarsi alla difesa e il territorio liberato cominciò a restringersi. I soldati dell'AK erano 50 000, di cui solo il 10% possedeva un'arma da fuoco. Si trovarono a fronteggiare i corpi speciali tedeschi, la maggior parte SS, che contavano in totale 50 000 uomini. Il comando polacco aveva l'intenzione di formare un'amministrazione provvisoria in attesa dell'arrivo dell'esercito sovietico. I tedeschi eseguirono massacri di massa nei confronti della popolazione civile, come nel caso di Wola, Ochota e Mokotów. Le SS e le truppe ausiliarie, reclutate dai disertori dell'armata sovietica (Dirlewanger Brigade e R.O.N.A. Brigade) erano molto feroci.
Dopo la resa dell'AK, avvenuta il 2 ottobre, i combattenti dell'AK ottennero lo status di prigionieri di guerra. Tuttavia parte della popolazione civile fu punita. I morti polacchi sono stimati attorno ai 150 000 civili e circa 20 000 combattenti dell'AK. Le truppe tedesche persero poco più di 2 000 uomini. Altri 3 000 soldati morirono nelle operazioni di soccorso. 150 000 civili furono inviati nei campi di lavoro in Germania o nei campi di concentramento di Ravensbrück, Auschwitz e Mauthausen. La città venne bombardata e le opere d'arte vennero portate in Germania. Il generale Sosnkowski, che criticò l'inerzia degli alleati, fu rilevato dal comando. Dopo il fallimento dell'Operazione Tempesta e della Rivolta di Varsavia, il movimento di Resistenza polacca venne pesantemente indebolito. Beneficiari di ciò furono i sovietici e i partigiani comunisti, i quali furono in grado di imporre un governo comunista senza trovare resistenza. I sovietici e i partigiani comunisti entrarono a Varsavia il 17 gennaio 1945. Intanto l'AK fu sciolta. L'AK, posta sotto il comando del generale Okulicki dopo che Bór-Komorowski venne imprigionato dai tedeschi, fu allo sbando negli ultimi mesi del 1944. Okulicki diede l'ordine di dissoluzione il 19 gennaio 1945, dopo aver ottenuto l'autorizzazione dal presidente Raczkiewicz. Lo "stato clandestino" rimase in vita in attesa di un nuovo governo.

## La Shoah in Polonia
Nonostante le vessazioni anti-ebraiche in Polonia nella tarda epoca prebellica, la comunità ebraica nel Paese era la più numerosa in Europa e prosperava. Gli ebrei costituivano una larga percentuale della popolazione, e spesso la maggioranza della borghesia urbana e dei cittadini poveri in molte città polacche.
Nel 1938, il governo emanò una legge con la quale venne revocata la cittadinanza polacca a coloro che risiedevano al di fuori del Paese da oltre 5 anni. Obiettivo della legge era quello di impedire alle decine di migliaia di ebrei polacchi presenti in Germania e Austria, minacciati o espulsi dal regime nazista, di far ritorno in Polonia.
Nel dicembre del 1939 il diplomatico e combattente della resistenza Jan Karski scrisse che, seconda la sua opinione, alcuni polacchi provavano disprezzo e sgomento nell'osservare le azioni antiebraiche dei nazisti, mentre altri guardavano a queste gesta con interesse e ammirazione. Avvertì inoltre come il comune sentimento antiebraico di ampi segmenti della società polacca con i nazisti costituisse un elemento di demoralizzazione del Paese stesso. L'antisemitismo locale, incoraggiato dai nazisti e accresciuto dalla propaganda, provocò durante la guerra numerosi casi di violenza diretta contro gli ebrei. Secondo Laurence Weinbaum, il quale cita Aleksander Smolar, "Nella società polacca dei tempi di guerra non vi era stigma per le azioni contro gli ebrei". Secondo la scrittrice e ricercatrice Anna Bikont, la maggioranza degli Ebrei che scapparono dai ghetti nazisti non sarebbe potuta sopravvivere alla guerra nemmeno se fosse stata in possesso di risorse materiali e connessioni sociali adeguate: questo perché i polacchi etnici perseguitavano ed escludevano dalla società polacca gli ebrei con diligenza e insistenza.

### La persecuzione nazista e la liquidazione dei ghetti

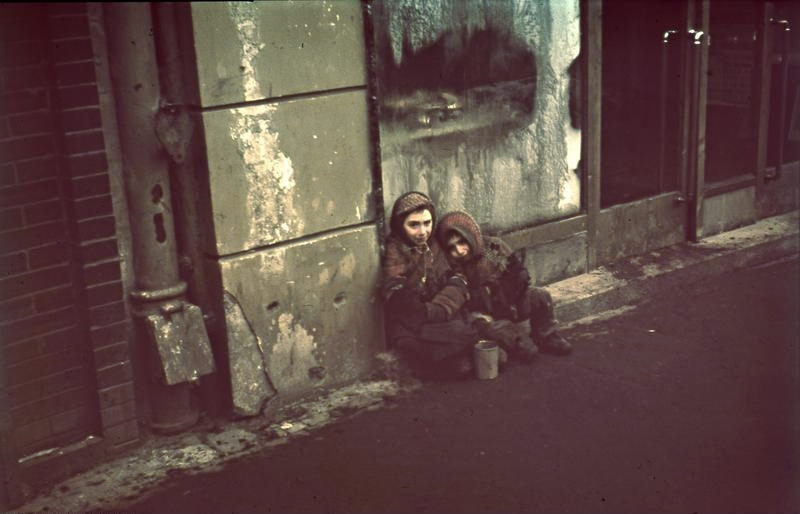
Alcuni bambini in condizioni di inedia nel Ghetto di Varsavia, (1940-1943), durante l'occupazione tedesca della Polonia

La persecuzione degli ebrei da parte delle forze naziste occupanti, in particolare nelle aree urbane, ebbe inizio con l'invasione stessa del Paese. Nel primo anno e mezzo, i tedeschi si limitarono a confiscare le proprietà alla popolazione ebraica, ammassandola nei ghetti (ne vennero istituiti circa 400 a partire dall'ottobre del 1939), e costringendola ai lavori forzati nell'industria bellica. Migliaia di ebrei riuscirono a mettersi in salvo evitando il confinamento nei ghetti. Durante questo periodo, i tedeschi obbligarono ogni città con una parte significativa di popolazione di origine ebraica a istituire uno Judenrat, organo di autogoverno della comunità ebraica, il quale era, in una certa misura, capace di contrattare con i tedeschi. Già a partire da questa fase decine di migliaia di ebrei morirono per fattori quali il sovrappopolamento, malattie e malnutrizione. Altri sopravvissero, sostenuti dall'agenzia di mutuo soccorso sociale, dal commercio informale nonché dal contrabbando di cibo e beni di prima necessità.
I ghetti vennero liquidati in seguito alla decisione di deportarne gli abitanti nei campi di lavoro forzato e nei campi di sterminio. Il Ghetto di Łódź, uno dei più estesi e isolati, fu tra i più duraturi (da aprile del 1940 all'agosto del 1944) a causa della produzione locale di prodotti destinati all'economia di guerra tedesca. Le deportazioni dal Ghetto di Varsavia, iniziate nel luglio del 1942, furono facilitate dai collaboratori, come la polizia ebraica, e combattute al contempo dalla resistenza, di cui faceva parte ad esempio l'Organizzazione Combattente Ebraica (ŻOB). Si stima che circa 500 000 ebrei morirono nei ghetti, e oltre 250 000 vennero successivamente eliminati.
Mentre molti ebrei reagirono di fronte agli avvenimenti con passività e incredulità, diverse rivolte presero piede, incluse quelle scoppiate nei campi di Treblinka e Sobibór, nonché in diversi ghetti. Lo ŻOB di sinistra fu fondato nel Ghetto di Varsavia nel luglio 1942, comandato da Mordechai Anielewicz. Quando il 19 aprile 1943 i nazisti iniziarono la liquidazione finale della restante popolazione del ghetto, centinaia di combattenti ebrei si ribellarono al proprio destino. La rivolta si concluse il 16 maggio con l'uccisione di migliaia di ebrei e decine di migliaia deportati a Treblinka. Parte della popolazione di Varsavia fornì aiuto ai combattenti del ghetto.

### Lo sterminio degli ebrei
Dopo l'attacco tedesco all'Unione Sovietica, nel giugno del 1941, vennero organizzati degli squadroni speciali (gli Einsatzgruppen) con l'obiettivo di porre in atto l'eliminazione degli ebrei nelle aree orientali della Polonia annesse dall'URSS nel 1939. Le persecuzioni naziste assunsero ben presto le caratteristiche e le proporzioni di un genocidio, e dall'autunno del 1941, della Soluzione Finale. Il campo di sterminio di Chelmo, situato nelle vicinanze di Łódź, fu il primo ad essere attivato. A partire dall'8 dicembre 1941 almeno 150 000 ebrei vi furono uccisi.
Circa due milioni di ebrei furono uccisi dopo l'avvio dell'Operazione Barbarossa, soprattutto dai tedeschi, nelle aree occupate in precedenza dall'Unione Sovietica. Specialmente nelle prime settimane dopo l'avvio dell'offensiva tedesca, diverse migliaia di ebrei furono assassinate dai membri delle comunità locali nelle zone occidentali dell'ex zona di occupazione sovietica, come i Paesi baltici, Polonia orientale e Ucraina occidentale. I pogrom, incoraggiati dai tedeschi, furono perpetrati dalla popolazione locale lituana, bielorussa, ucraina e polacca.
Nel 1942, i tedeschi diedero l'avvio all'uccisione sistematica degli ebrei, a partire dalla popolazione del Governatorato Generale. La stessa regione, designata dai nazisti come località primaria per l'installazione delle strutture di sterminio, era l'area maggiormente popolata dagli ebrei in tutta Europa. Sei campi di concentramento (Auschwitz, Bełżec, Chełmno, Majdanek, Sobibór e Treblinka) furono al centro delle operazioni di sterminio degli ebrei, portate avanti dal 1942 sino all'arrivo delle truppe sovietiche (1945). Circa tre milioni di ebrei polacchi furono uccisi, la maggioranza nei campi di sterminio durante l'Operazione Reinhard.
Sebbene prigionieri delle più diverse nazionalità vennero tenuti ad Auschwitz per essere usati sino alla morte come forza lavoro nei campi di concentramento, circa l'80% degli ebrei furono uccisi direttamente all'arrivo (circa 900 000 persone). Auschwitz, diversamente da Treblinka o Bełżec, non era solamente un campo di sterminio. Nonostante ciò, fece registrare il maggior numero di vittime tra gli ebrei. Della popolazione ebraica prebellica in Polonia, stimata intorno ai 3 milioni, solamente il 10% sopravvisse alla guerra. Lo storico Norman Davis ha affermato che circa 150 000 ebrei riuscirono a salvarsi in Polonia. Secondo l'autore Kochanski tra i 50 000 e i 100 000 ebrei sopravvissero grazie all'aiuto della popolazione polacca, mentre una stima inferiore è stata elaborata da Sowa, con un numero che oscilla tra le 30 000 e le 60 000 vittime. A sopravvivere nei campi, scrive Dawid Warszawski, circa 50 000 persone. Per lo storico Jan Grabowski, circa 35 000 ebrei sopravvissero alla guerra in Polonia, sebbene vada tenuto presente che nel proprio conteggio l'autore includa le morti dirette e indirette causate dai polacchi etnici in centinaia di migliaia (vittime della Polizia Blu e dei civili). Circa 250 000 ebrei riuscirono a fuggire dalla Polonia occupata, principalmente rifugiandosi nell'Unione Sovietica. A Treblinka (sito che insieme a Auschwitz detiene il triste primato del più alto numero di vittime ebraiche) e in altri campi di sterminio, Heinrich Himmler ordinò delle misure atte a nascondere il genocidio commesso e a impedirne un futuro rilevamento.
Anche il popolo Rom venne condannato all'immediata eliminazione: dei circa 80 000 viventi in Polonia prima della guerra, solamente 30 000 sopravvissero all'occupazione tedesca.

### Gli sforzi per salvare gli ebrei
Molti polacchi provarono a salvare gli ebrei. Nel settembre del 1942, il Comitato provvisorio per l'aiuto agli ebrei (Tymczasowy Komitet Pomocy Żydom) venne fondato per iniziativa della scrittrice polacca Zofia Kossak Szczucka. L'organizzazione divenne in seguito il Consiglio polacco per l'aiuto agli ebrei (Comitato Konrad Żegota), conosciuto con il nome in codice Żegota e sotto gli auspici del Governo Delegato per la Polonia. Żegota si distinse in particolare per l'operazione di salvataggio condotta dall'infermiera polacca Irena Sendler, con la messa in salvo di numerosi bambini dal Ghetto di Varsavia, prima che questo fosse liquidato definitivamente. A causa di queste azioni, i cittadini polacchi sono tra i più numerosi insigniti del titolo di giusti tra le nazioni al museo di Yad Vashem. Migliaia di ebrei furono salvati inoltre con l'aiuto del metropolita della Chiesa greco-cattolica ucraina Andrej Szeptycki.
Aiutare gli ebrei era estremamente pericoloso, dato che significava esporre sé stessi e le proprie famiglie alla possibilità di essere condannati a morte dalle autorità naziste. Le indicazioni del Governo in esilio della Polonia e dello Stato polacco clandestino chiesero di fornire assistenza agli ebrei. Tuttavia agirono con ritardo rispetto agli eventi e furono ostacolati dal generale Stefan Rowecki, capo degli insorti armati, contraddistinto da un sentimento antisemita comune della società polacca. Bande e singoli individui denunciarono gli ebrei e li depredarono. Organizzazioni politiche di estrema destra, come ad esempio il Campo Nazional-Radicale Falanga, ONR, o la Narodowe Siły Zbrojne, NSZ, rimasero fortemente antisemite durante l'intero periodo di occupazione tedesca.

## Il conflitto polacco-ucraino

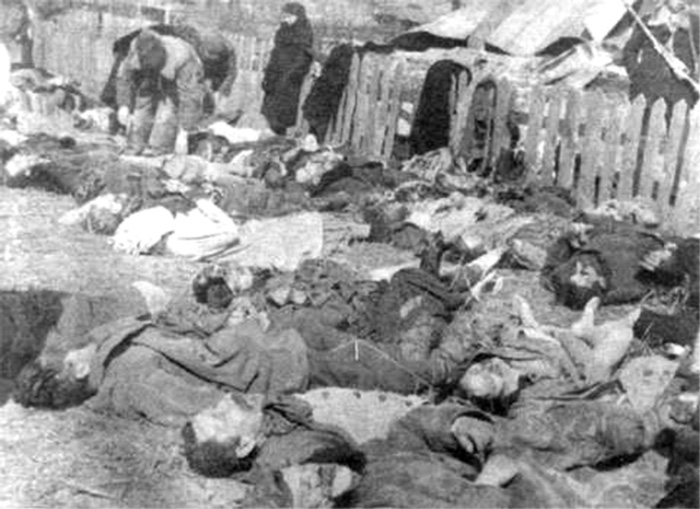
Vittime del massacro ordinato dall'UPA nel villaggio di Lupniki, in Volinia, nel 1943

### Antefatti
Il sanguinoso conflitto etnico scoppiò durante la seconda guerra mondiale nell'odierna Ucraina occidentale, popolata al tempo sia da ucraini sia da una minoranza polacca (nonché recentemente da ebrei, la maggioranza dei quali venne tuttavia eliminata dai nazisti prima del 1943). Gli ucraini, che accusavano i polacchi per la mancata formazione di un loro stato nazionale, nonché per le azioni del governo polacco (come la colonizzazione militare di Kresy), intrapresero nel periodo tra i due conflitti mondiali una campagna di terrore condotta dall'Organizzazione dei Nazionalisti Ucraini (OUN). Sotto la guida di Piłsudski e dei suoi successori, le autorità polacche risposero con dure misure di pacificazione. Gli eventi successivi che ebbero luogo negli anni '40 vengono considerati in tale ottica come l'eredità della pesante situazione, nonché come il risultato di ulteriori fattori: in primis l'attività della Germania nazista e dell'Unione Sovietica.
Gli ucraini, generalmente considerati dai nazisti allo stesso status inferiore dei polacchi, sotto molti aspetti pratici ricevettero un trattamento più favorevole. Ciononostante, i tedeschi sventarono i tentativi ucraini di stabilire uno stato sovrano, imprigionandone i leader e dividendo in due unità amministrative le terre occupate che gli ucraini consideravano come proprie. Successivamente alla vittoria sovietica a Stalingrado, i nazionalisti ucraini temevano il ripetersi dello scenario post-prima guerra mondiale: un vuoto di potere lasciato dalle grandi potenze esauste e una conquista armata polacca dell'Ucraina occidentale. Mirando a un paese senza più polacchi o interessi polacchi, l'Esercito insorto ucraino (UPA) si impegnò nella creazione di una società ucraina etnicamente omogenea, eliminando fisicamente i polacchi. Gli occupanti tedeschi, la cui politica di lungo termine era quella di aggravare ulteriormente l'inimicizia polacco-ucraina, non intervennero nelle conseguenti campagne di pulizia etnica.

### Pulizia etnica
Le belligeranze polacco-ucraine iniziarono con i massacri di polacchi in Volinia (in polacco: Rzeź wołyńska, letteralmente: massacro di Volinia), una campagna di omicidi di massa etnici nell'Ucraina occidentale del Reichskommissariat, regione rappresentata prima della guerra dal Voivodato di Volinia polacco. L'intero conflitto si svolse principalmente tra la fine di marzo 1943 e l'agosto 1947, estendendosi oltre alla fine della seconda guerra mondiale. Le azioni, orchestrate e condotte in gran parte dall'UPA insieme ad altri gruppi ucraini e contadini ucraini locali in tre ex province polacche (voivodati), provocarono tra le 50 000 e le 60 000 vittime civili nella sola Volinia. Altre importanti regioni coinvolte nel massacro dei polacchi furono la Galizia orientale (20 000-25 000 vittime) e la provincia sud-orientale di Lublino (4 000-5 000 vittime). Il momento di picco dei massacri venne raggiunto tra luglio e agosto del 1943, quando un comandante veterano dell'Upa ordinò lo sterminio dell'intera popolazione compresa tra i 16 e i 60 anni di età. Centinaia di migliaia di polacchi scapparono dalle aree interessate dal conflitto. I massacri commissionati dall'Upa portarono alla pulizia etnica e alle ritorsioni sulla popolazione ucraina presente sia ad est e sia ad ovest della Linea Curzon. La stima del numero delle vittime ucraine delle rappresaglie varia dalle 10.000 alle 20.000 in tutte le regioni coinvolte dagli scontri, sebbene gli storici ucraini riportino un numero maggiore di vittime. Le rappresaglie furono compiute dall'Armata Nazionale, dal battaglione Chłopskie e dalle unità polacche di auto-difesa. Il governo polacco in esilio in seguito impedì l'organizzazione di ulteriori attacchi indiscriminati, dato anche l'obiettivo di riprendere possesso dell'amministrazione dell'Ucraina occidentale dopo la guerra. A seguito dei feroci combattimenti che ebbero luogo tra il maggio e il giugno del 1944, lungo il fiume Huczwa venne stabilito un fronte con diverse migliaia di combattenti su ciascun lato; cessò di esistere solo con l'arrivo dell'esercito sovietico.
La pulizia etnica e la garanzia dell'omogeneità etnica raggiunsero la loro massima portata con la rimozione comunista sovietica e polacca nel dopoguerra delle popolazioni polacche e ucraine presenti ai rispettivi lati del confine tra Polonia e Ucraina sovietica e l'attuazione dell'operazione Vistola, con la quale venne attuata la deportazione degli ucraini ancora presenti in Polonia nelle regioni remote del paese. Parzialmente a causa delle successive occupazioni della regione, l'etnia polacca e quella ucraina furono brutalmente contrapposte l'una contro l'altra, prima sotto l'occupazione tedesca e poi sotto l'occupazione sovietica. Decine o centinaia di migliaia da entrambe le parti (le stime differiscono ampiamente) hanno perso la vita nel corso di questo conflitto.

## Governo in esilio, vittoria comunista

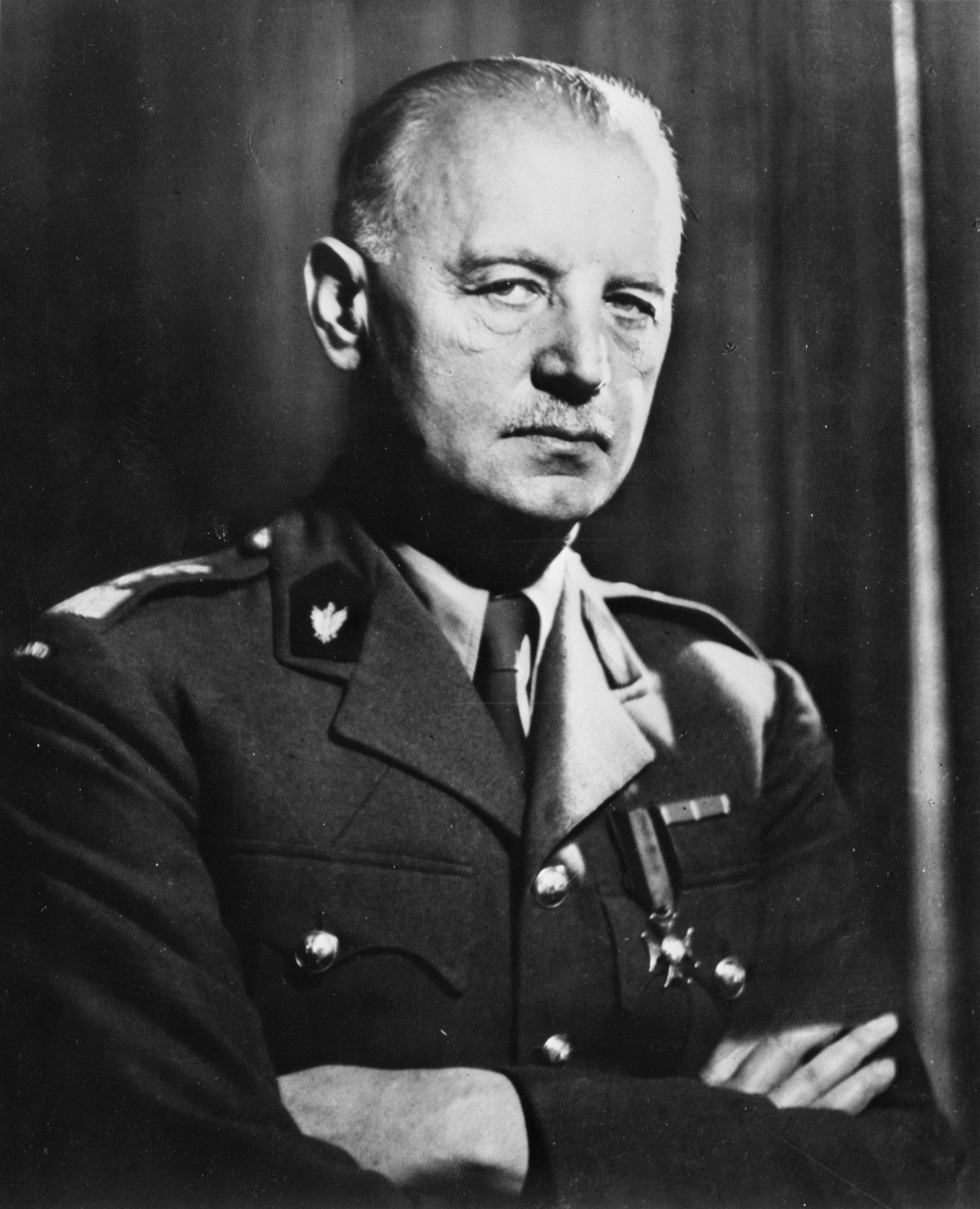
Władysław Sikorski

### Il governo polacco in Francia e Gran Bretagna
A causa dell'internamento dei leader del governo polacco in Romania, il governo in esilio venne riunito a Parigi pressoché completamente rinnovato. Sotto la pressione francese, il 30 settembre 1939 Władysław Raczkiewicz fu nominato presidente, mentre il generale Władysław Sikorski divenne primo ministro e comandante in capo delle forze armate polacche, ricostruite in Occidente e come attività clandestina nella Polonia occupata. Il governo in esilio fu autorizzato dai vertici del governo di Risanamento internati in Romania, venendo concepito come una continuazione del governo prebellico, sebbene sarebbe stato attraversato in seguito da forti tensioni tra i simpatizzanti del regime di Risanamento, guidato dal presidente Raczkiewicz e dal generale Kazimierz Sosnkowski, e l'opposizione anti-risanamento, guidata dal primo ministro Sikorski, dal generale Józef Haller, nonché da membri dei partiti polacchi perseguitati in precedenza durante il periodo del governo di Risanamento.
La costituzione Costituzione Polacca di aprile del 1935, in precedenza bocciata dalle opposizioni come illegittima, venne mantenuta per garantire la continuità del governo nazionale. Il presidente Raczkiewicz accettò di non utilizzare i propri poteri straordinari, concessi dalla nuova costituzione, se non in accordo con il primo ministro. Sebbene Sikorski bloccasse le richieste di istituzione di un tribunale di guerra dedito ad identificare i responsabili della sconfitta patita nel 1939, non impedì altre forme di persecuzione nei confronti dei diversi esiliati, ritenuti da molte persone come compromesse dal loro passato ruolo nel cerchio di potere polacco.
Un consiglio nazionale consultivo e semi-parlamentare fu istituito nel dicembre del 1939, presieduto dall'anziano statista Ignacy Padereswki. I vicepresidenti erano Stanisław Mikołajczyk, un leader del movimento contadino, Herman Lieberman, un socialista, e Tadeusz Bielecki, un nazionalista.
Con la guerra considerata prossima alla conclusione, con una vittoria alleata, il governo si pose l'obiettivo di ristabilire i confini prebellici con l'aggiunta della Prussia orientale, Danzica, e un significativo aggiustamento del confine occidentale a spese della Germania. Il governo considerò la Polonia in uno stato di belligeranza con il Terzo Reich, mentre le relazioni con l'Unione Sovietica non vennero specificate con chiarezza. Il problema dei confini orientali pose il governo polacco in rotta di collisione non solo con i sovietici, ma anche con i suoi alleati occidentali, i cui leader (come Winston Churchill), continuarono a pensare ai confini polacchi ad oriente nei termini della Linea Curzon. Il governo polacco in esilio a Parigi, riconosciuto ufficialmente da Francia, Gran Bretagna e altre nazioni, godeva di un'alta popolarità nella Polonia occupata. Nella primavera del 1940, una forza di oltre 82 000 uomini fu mobilitata in Francia e altri paesi. Soldati e navi polacche combatterono nella campagna di Norvegia.
Quando la Francia venne invasa e sconfitta dalla Germania nazista, nell'estate del 1940, le unità dell'esercito polacco, disperse e aggregate a diverse formazioni francesi, combatterono in difesa del suolo transalpino coprendo la ritirata dell'esercito francese, perdendo circa 1 400 uomini. Nel giugno del 1940, Sikorski giunse in Inghilterra per firmare un accordo per l'evacuazione del governo e delle forze armate polacche sulle isole britanniche. Solamente 19 000 tra uomini e piloti poterono essere evacuati, meno di un quarto del totale del personale militare polacco presente in Francia.
Le lotte intestine all'interno dei circoli del governo in esilio continuarono. Il 18 luglio il presidente Raczkiewicz destituì il primo ministro Sikorski a causa dei disaccordi riguardanti una possibile cooperazione con l'Unione Sovietica. I sostenitori di Sikorski nell'esercito polacco e nel governo britannico intervennero e Sikorski fu reintegrato, ma il conflitto interno tra gli emigrati polacchi si intensificò.
I piloti polacchi divennero celebri grazie ai loro eccezionali contributi durante la Battaglia d'Inghilterra. Marinai polacchi, su navi polacche e britanniche, prestarono servizio distinguendosi nella battaglia dell'Atlantico. I soldati polacchi parteciparono inoltre anche alla Campagna del Nordafrica.

### L'evacuazione dell'esercito polacco dall'Unione Sovietica

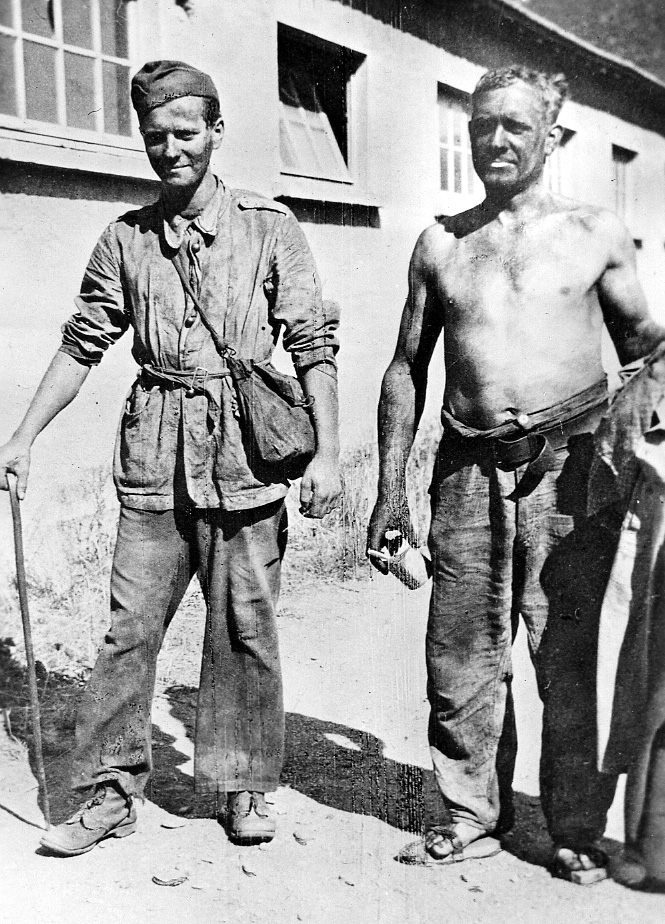
Volontari polacchi dell'esercito di Anders rilasciati da un campo di prigionia sovietico

Dopo l'avvio il 22 giugno del 1941 dell'Operazione Barbarossa e la conseguente invasione del territorio polacco da parte della Germania nazista, il governo britannico siglò il 12 luglio un'intesa militare con l'Unione Sovietica. Il primo ministro inglese Winston Churchill fece pressione su Sikorski per raggiungere un analogo accordo tra polacchi e sovietici. L'Accordo Sikorski-Majskij fu raggiunto il 30 luglio, nonostante le forti resistenze provenienti dall'opposizione di Sikorski nel governo in esilio (tre misteri del gabinetto rassegnarono le proprie dimissioni, inclusi il ministro degli esteri August Zaleski e il generale Sosnkowski). Nuovamente ristabilite le relazioni diplomatiche tra Polonia e URSS, gli assetti territoriali definiti dal Patto Molotov-Ribbentrop furono invalidati. I soldati polacchi e gli altri prigionieri presenti in Unione Sovietica dal 1939 furono liberati, mentre al contempo venne concordata la formazione di un esercito polacco destinato a combattere sul fronte orientale, aiutare l'Armata Rossa a liberare la Polonia e a stabilire uno stato polacco sovrano. Altre problematiche, come ad esempio la definizione dei confini polacchi, furono lasciate a decisioni future. Un accordo militare sovietico-polacco fu siglato il 14 agosto con l'intento di specificare le condizioni politiche e operative relative al funzionamento dell'esercito polacco. Sikorski, il 1º settembre, espresse la preferenza per l'esercito polacco di essere schierato in difesa dei pozzi petroliferi del Caucaso, garantendosi così un contatto ravvicinato con le forze britanniche.
Per risolvere i vari problemi che sorsero durante il reclutamento e l'addestramento delle divisioni polacche, concernenti il loro uso programmato, Silorski andò in Unione Sovietica per negoziare direttamente con Stalin. I due leader annunciarono una comune dichiarazione "di amicizia e mutua assistenza" il 4 dicembre 1941. Nonostante ciò le difficoltà pratiche continuarono, come ad esempio l'incapacità dei sovietici di rifornire adeguatamente le forze polacche. Alla fine, con l'aiuto britannico, il capo dell'esercito polacco in Unione Sovietica Władysław Anders e Sikorski ottennero il permesso di Stalin di spostare le proprie forze in Medio Oriente. Secondo una fonte, 78 631 soldati polacchi e alcune decine di migliaia di civili lasciarono la Persia tra la primavera e l'estate del 1942. La maggioranza degli uomini capitanati dal generale Anders andarono a formare il Corpo Polacco in Medio Oriente, trasportato in seguito in Italia nei primi mesi del 1944 per partecipare alla Campagna d'Italia. I suoi 60 000 soldati crebbero sino ad un totale di 100 000 alla metà del 1945. Nel complesso, i soldati polacchi furono portati da dove presumibilmente avrebbero potuto migliorare la vacillante posizione del governo polacco in esilio e influenzare il destino postbellico della Polonia, dove, come si è scoperto, non potevano.

### All'ombra dell'offensiva sovietica, la morte del Primo Ministro Sikorski
Quando le forze sovietiche iniziarono la propria offensiva verso ovest con la vittoria a Stalingrado, divenne sempre più chiaro come la visione di Stalin di una futura Polonia e dei suoi confini fosse fondamentalmente diversa da quella auspicata dal governo polacco a Londra e dallo Stato clandestino polacco; le relazioni polacco-sovietiche continuarono così a deteriorarsi. Nel gennaio del 1942 vennero fondate diverse istituzioni comuniste polacche opposte a quelle del principale movimento indipendentista nazionale e filo-occidentale (il Partito dei lavoratori polacchi) e in Unione Sovietica (l'Unione dei patrioti polacchi). All'inizio del 1943, i comunisti polacchi (la cui delegazione venne guidata da Władysław Gomułka) furono coinvolte nelle trattative a Varsavia con la delegazione del governo in esilio, senza tuttavia che fosse raggiunta un'intesa comune. La delegazione filo-sovietica interruppe infatti i colloqui a seguito della rottura delle relazioni diplomatiche sovietico-polacche, dovuta al contenzioso sulla strage di Katyn'. Il Partito dei lavoratori polacchi formulò un suo programma separato, mentre dal novembre del 1943 assunse la guida Gomułka. Su iniziativa dell'Unione dei patrioti polacchi, presieduta da Wanda Wasilewska, nella primavera del 1943 i sovietici iniziarono a formare un esercito polacco di sinistra guidato da Zygmunt Berling, un colonnello dell'esercito polacco, con l'obiettivo di sostituire l'esercito "infido" di Anders che aveva lasciato il campo. La divisione Kościuszko, inviata con urgenza, combatté il primo scontro nella battaglia di Lenino il 12-13 ottobre. La fazione comunista di base sovietica, organizzata attorno all'Ufficio centrale dei comunisti polacchi (attivato dal gennaio del 1944) e diretta da personalità di spicco della futura Polonia sovietica come Jakub Berman, Hilary Minc e Roman Zambrowski, divenne via via sempre più influente, tanto da avere un ruolo prevalente nella formazione della 1ª Armata polacca tra il 1943 e il 1944.
Nell'aprile del 1943 i tedeschi scoprirono i resti di 4 000 ufficiali polacchi a Katyn', vicino a Smolensk. Il governo polacco, sospettando la responsabilità sovietica, richiese alla Croce Rossa di avviare un'indagine sull'accaduto. I sovietici negarono il proprio coinvolgimento e le richieste, su pressione delle autorità britanniche e statunitensi, vennero ritirate da Sikorski. Nonostante ciò, Stalin reagì sospendendo le relazioni diplomatiche con il governo polacco in esilio il 25 aprile. Informazioni rilevanti sul massacro di Katyn', la cui rivelazione avrebbe potuto determinare imbarazzo e difficoltà politiche, vennero oscurate dagli inglesi sia durante sia dopo la guerra.
Il primo ministro Sikorski, il più preminente dei leader polacchi in esilio, rimase ucciso in un incidente aereo avvenuto nei pressi di Gibilterra il 4 luglio 1943. Venne sostituito alla guida del governo in esilio da Stanisław Mikołajczyk, mentre Kazimierz Sosnkowski assunse il comando delle forze armate. Sikorski si era dimostrato disposto a lavorare a stretto contatto con Churchill, anche sulla questione della cooperazione con i sovietici. Il primo ministro riteneva che le debolezze strategiche ed economiche della Polonia sarebbero state eliminate da un'eventuale acquisizione della Prussia orientale tedesca, della Pomerania e della Slesia e che le concessioni territoriali polacche a est fossero fattibili. D'altra parte, a Sikorski fu attribuito il merito di aver impedito che le richieste territoriali sovietiche venissero sancite dal trattato anglo-sovietico del 1942. Dopo la sua morte, la posizione del governo polacco all'interno della coalizione alleata si deteriorò ulteriormente e il corpo si frammentò in fazioni litigiose.

### Declino del Governo in Esilio
Alla Conferenza di Mosca, tenutasi nell'ottobre del 1943 alla presenza dei ministri degli esteri delle tre principali potenze alleate, su richiesta del governo polacco non vennero discussi i futuri assetti territoriali. Tuttavia, nel frattempo, il presidente statunitense Franklin D. Roosevelt aveva già espresso il proprio supporto all'idea, già supportata dalla Gran Bretagna, del ripristino dei confini sulla Linea Curzon. Le potenze presenti all'incontro divisero l'Europa in sfere d'influenza reciproche, con la Polonia assegnata a quella sovietica. I polacchi rimasero delusi dalla mancanza di progressi in merito alla ripresa dei rapporti diplomatici polacco-sovietici: una situazione resa ancora più critica a causa dei movimenti delle truppe dell'Armata Rossa verso i confini polacchi del 1939.
Tra il novembre e il dicembre del 1943, alla Conferenza di Teheran, Il presidente Roosevelt e il primo ministro Churchill confermarono la Linea Curzon come soluzione al problema dei confini polacco-sovietici. La Polonia avrebbe ricevuto come compensazione alcuni territori dalla Germania. L'alleanza strategica con i sovietici in tal senso si concluse con la cessazione dell'appoggio occidentale alla Polonia: i polacchi non furono informati appropriatamente delle decisioni prese, venendo avvisati solamente a patti conclusi.
Con le potenze occidentali impegnate nell'organizzazione di una forte offensiva ad occidente, divenne presto chiaro che sarebbe stata l'Unione Sovietica ad entrare per prima in Polonia e a cacciare le forze tedesche dal paese. L'offensiva sovietica volta a conquistare il bacino della Vistola iniziò nel gennaio 1944. Churchill fece pressioni sul primo ministro Mikołajczyk, chiedendo un accordo con i sovietici, anche sulla questione dei confini. Mentre l'Armata Rossa marciava in Polonia sconfiggendo i nazisti, Stalin irrigidì la sua posizione contro il governo polacco in esilio, chiedendo non solo il riconoscimento delle frontiere proposte, ma anche le dimissioni dal governo di tutti gli elementi ostili al regime sovietico. Ciò implicava la rimozione del presidente Raczkiewicz, del comandante delle forze armate Sosnkowski e altri ministri.
Le strutture del governo sotterrano erano formate dal Partito Socialista polacco (Polska Partia Socjalistyczna), dal partito nazionalista (Stronnictwo Narodowe), dal Partito dei Lavoratori (Stronnictwo Pracy) e dal "Partito popolare" (Stronnictwo Ludowe). Tali formazioni politiche agirono come rivali: ognuna definì una propria identità e si preparò per l'attesa competizione per il potere del dopoguerra. Il governo polacco in esilio a Londra stava tuttavia già perdendo influenza agli occhi dei governi britannico e statunitense.
Le richieste britanniche e sovietiche furono presentate nel 1944, nel contesto di una possibile ripresa delle relazioni diplomatiche e, subordinatamente all'accettazione polacca, al consenso sovietico per l'istituzione di uno stato polacco indipendente, finlandizzato. A seguito del rifiuto delle condizioni da parte del governo polacco, i sovietici si impegnarono a sostenere solo le strutture governative di sinistra che stavano facilitando, consentendo contatti con Mikołajczyk, ma solo nel quadro del controllo comunista.
All'indomani della controversa visita di Oskar R. Lange in Unione Sovietica, nel maggio 1944 fu istituito negli Stati Uniti il Congresso polacco americano; tra gli obiettivi dell'organizzazione vi fu la promozione degli interessi della Polonia indipendente dinanzi al governo degli Stati Uniti. Mikołajczyk visitò gli Stati Uniti a giugno e in diverse occasioni incontrò il presidente Roosevelt, il quale lo esortò a recarsi a Mosca a parlare direttamente con i leader sovietici. Mikołajczyk, dopo aver intavolato trattative con Stalin e l'emergente governo polacco comunista, decise infine di dimettersi, venendo sostituito nel proprio ruolo da Tomasz Arciszewsk nel novembre del 1944. Il disaccordo di Mikołajczyk con gli alleati di coalizione e la sua fuoriuscita dal governo in esilio causarono un vuoto, dato che né gli inglesi e né gli statunitensi si dimostrarono ben disposti a trattare con il seguente governo polacco.
Nel 1944, le forze armate polacche ad occidente stavano fornendo un contributo sostanziale al conflitto. Nel maggio dello stesso anno, partecipando alla Campagna in Italia, il II Corpo polacco sotto il comando del generale Anders prese d'assalto l'Abbazia di Montecassino, riuscendo ad aprire la strada per Roma. In estate ed autunno, il corpo partecipò alla battaglia di Ancona e all'offensiva alla Linea Gotica, concludendo il proprio impegno nella penisola con la battaglia di Bologna nell'aprile del 1945. Nell'agosto del 1944, dopo lo sbarco in Normandia, il Generale della prima divisione corazzata Stanisław Maczek si distinse nella battaglia della Sacca di Falaise. Dopo aver combattuto nella battaglia di Chambois e aver difeso la Collina 262, la divisione riuscì a penetrare in Belgio, dove riuscì a prendere Ypres. Ad ottobre venne ingaggiata in un pesante combattimento, che ottenne la messa in sicurezza della città di Anversa e la conquista di Breda. Nell'aprile del 1945 la divisione concluse le proprie operazioni in Germania, dove occupò Wilhelmshaven e liberò un campo di prigionia, al cui interno erano stati rinchiusi numerosi sopravvissuti alla rivolta di Varsavia. A settembre la brigata paracadutata del generale Stanisław Sosabowski combatté una dura battaglia nel corso nell'Operazione Market Garden, ad Arnhem. La forza area polacca, che comprendeva 15 squadroni di caccia e 10 000 piloti, partecipò alle operazioni dell'offensiva alleata ad occidente, insieme alle navi della flotta polacca.

### La vittoria dei sovietici e della Polonia comunista

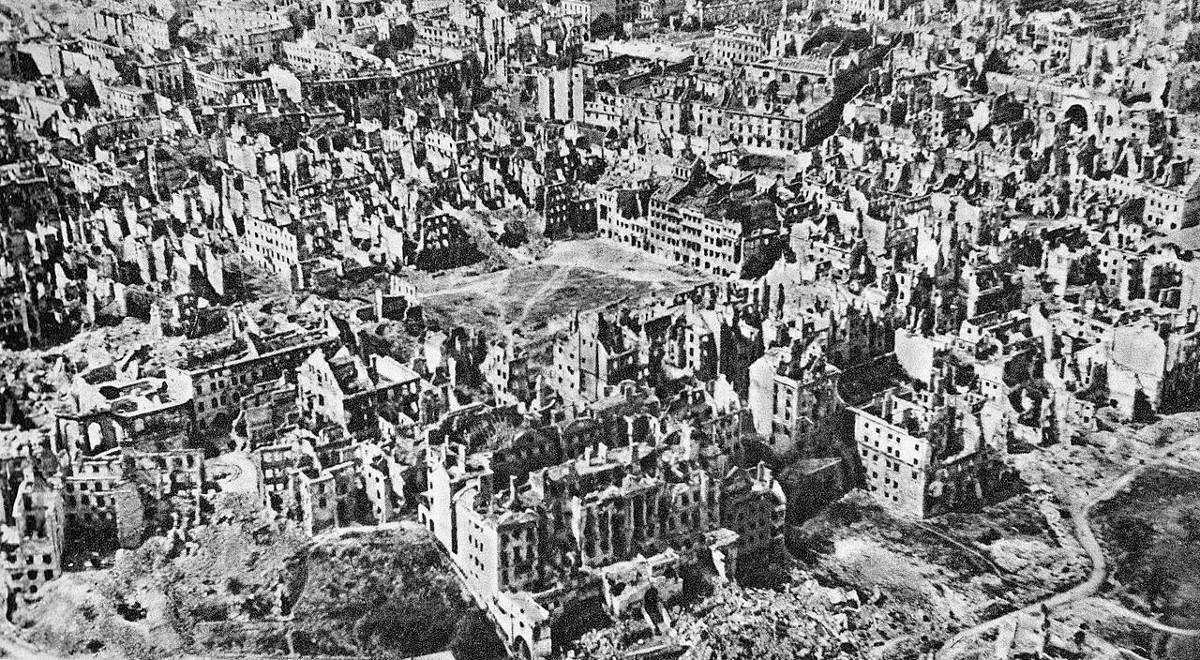
Ripresa fotografica aerea di Varsavia. Gennaio 1945

Il fiume Bug venne attraversato dai sovietici il 19 luglio 1944, guidati dal generale Konstantin Rokossovskij in direzione della capitale polacca. Giunti ormai in prossimità della città, diverse divisioni di panzer tedesche passarono al contrattacco, mentre al contempo prese il via la rivolta di Varsavia. Dopo aver respinto la controffensiva tedesca, l'8 agosto Rokossovskij informò Stalin che le sue forze sarebbero state pronte a riprendere l'offensiva intorno al 25 agosto, senza tuttavia ricevere risposta. I sovietici si assicurarono le proprie teste di ponte sulla Vistola e, con la prima armata polacca, stabilirono il controllo sui distretti di Praga, sulla sponda orientale della Vistola. La situazione sul terreno, unita a considerazioni di natura politica e strategica, portò alla decisione sovietica di fermarsi alla Vistola per il resto del 1944.
Mentre il governo in esilio a Londra rimase determinato nei propri propositi di collaborazione con l'avanzata dell'Armata Rossa su un livello tattico, le autorità civili polacche dello Stato clandestino presero il potere nel territorio polacco controllato dagli alleati, al fine garantire che la Polonia rimanesse un paese indipendente dopo la guerra. Tuttavia, il fallimento dell'operazione Tempest e della rivolta di Varsavia aprì il paese all'instaurazione del regime comunista e della dominazione sovietica. I sovietici eseguirono arresti, esecuzioni e deportazioni dei membri dell'esercito interno e dello Stato clandestino, sebbene i partigiani dell'AK fossero generalmente incoraggiati a unirsi agli eserciti polacchi guidati dai comunisti.
Nel gennaio del 1945 i sovietici e l'armata polacca alleata lanciarono una massiccia offensiva, mirando alla liberazione della Polonia e a porre fine al conflitto con la Germania nazista. Il 1° fronte ucraino, guidato dal maresciallo Ivan Konev, dilagò dalla testa di ponte sulla Vistola l'11 gennaio e spostandosi rapidamente ad ovest, conquistando Radom, Częstochowa e Kielce il 16 gennaio. Cracovia venne liberata il 18 gennaio, il giorno successivo alla fuga di Hans Frank e dell'amministrazione tedesca dalla città. Le forze del maresciallo Konev avanzarono poi verso l'Alta Slesia, liberando i sopravvissuti del campo di concentramento di Auschwitz il 27 gennaio. All'inizio di febbraio, il 1º fronte ucraino raggiunse il fiume Oder nelle vicinanze di Breslavia.
A nord del fronte ucraino, il 1° fronte bielorusso sotto il comando del maresciallo Georgij Žukov si spinse sull'Oder lungo la rotta di Łódź e Poznań. Ancora più a nord operava il 2º fronte bielorusso guidato dal maresciallo Konstantin Rokossovskij. La prima armata polacca combatté sul 1° e 2° fronte bielorusso, entrando tra le macerie di Varsavia il 17 gennaio e liberando formalmente la città. Poznań fu presa dalle formazioni sovietiche dopo una sanguinosa battaglia. Nel contesto dell'offensiva diretta a ovest, ma anche col fine di sostenere sia la cacciata delle forze tedesche dalla Prussia orientale e sia le forze impegnate nella battaglia di Königsberg, la I armata polacca venne diretta a nord, nella regione della Pomerania, dove iniziò la sua marcia alla fine di gennaio.
Tra le battaglie più dure combattute dai polacchi vi fu lo sfondamento nella linea difensiva in Pomerania, portato a termine dalla prima armata polacca e dai sovietici il 5 febbraio durante l'offensiva nella Pomerania orientale. I polacchi, comandati dal generale Stanisław Popławski, guidarono poi l'assalto a Kolberg, conclusosi il 18 marzo. Gdynia e Danzica furono liberate dal 2º fronte bielorusso entro la fine di marzo, con la partecipazione della 1ª brigata corazzata polacca. La campagna della prima armata polacca proseguì con l'attraversamento dell'Oder in aprile e l'arrivo sul fiume Elba all'inizio di maggio.
La seconda armata polacca, guidata da Karol Świerczewski, operò con il 1º fronte ucraino. I soldati, recentemente arruolati, mal equipaggiati e mal comandati, avanzarono verso Dresda dal 16 aprile subendo enormi perdite nel corso della battaglia di Bautzen, riuscendo tuttavia a prendere parte alla conquista di Dresda. Successivamente penetrarono in Cecoslovacchia per combattere nell'offensiva finale di Praga, entrando in città l'11 maggio.
L'esercito polacco, posto sotto il comando generale di Michał Rola-Żymierski, fu infine ampliato a 400 000 effettivi e, contribuendo a sconfiggere la Germania fino alla battaglia di Berlino (elementi della prima armata polacca), subì perdite pari a quelle fatte registrare durante la difesa del paese del 1939. Oltre 600 000 soldati sovietici morirono combattendo le truppe tedesche in Polonia. Terrorizzati dai rapporti sulle atrocità commesse dai sovietici, masse di tedeschi fuggirono verso ovest.
Secondo lo storico Czubiński, nella fasi finali della guerra, le forze armate polacche divennero le quarte per ordine di grandezza nel campo alleato, dopo l'Unione Sovietica, gli Stati Uniti e il Regno Unito.

## La restaurazione della Polonia e la dominazione sovietica

### Le perdite di guerra della Polonia
È difficile conoscere con esattezza il numero di vittime sofferte dalla Polonia nella seconda guerra mondiale. Secondo i dati ufficiali dell'Ufficio polacco per le riparazioni di guerra, istituito nel 1946, le vittime dovute ad azioni militari furono circa 644 000, mentre il numero di caduti ascrivibile alle misure di repressione e sterminio messe in atto dagli occupanti fu di 5,1 milioni. Secondo lo storico Czubiński l'Unione Sovietica si rese responsabile dello sterminio di 50 000 persone.
Approssimativamente il 90% degli ebrei polacchi perì: la maggioranza dei sopravvissuti riuscì a trovare scampo fuggendo in Unione Sovietica. Si calcola che furono 380 000 gli ebrei polacchi scampati allo sterminio e alla guerra, 50 000 dei quali (per le stime Comitato Centrale degli Ebrei di Polonia) erano riusciti a rimanere in Polonia. Numerose motivazioni spinsero in seguito gli ebrei polacchi ad emigrare in Palestina o a trovare rifugio in occidente: tra questi attività antisemite come il pogrom di Kielce, le accuse di comunismo giudaico, la perdita delle famiglie, delle proprietà e delle comunità. Le autorità polacche non intervennero in alcun modo per arginare la partenza degli ebrei polacchi, in quanto queste facilitavano il raggiungimento dell'obiettivo di ottenere una Polonia omogenea da un punto di vista etnico e libera da minoranze.
Le perdite più pesanti tra la popolazione dei polacchi etnici fu vissuta dalle persone con istruzione secondaria e superiore, oggetto delle persecuzione degli occupanti e di cui un terzo non sopravvisse. Ancora di più le persecuzioni colpirono gli accademici e i professionisti. Secondo le ricerche di Kochanski solamente il 10% delle perdite umane fu dovuto ad azioni militari: il restante 90% è attribuibile a propositi di sterminio intenzionali, persecuzioni e guerra.
800 000 polacchi divennero permanentemente disabili e un gran numero non riuscì a tornare dall'estero, il che ridusse enormemente il potenziale di manodopera della Polonia. Solamente 105 000 militari, ovvero circa la metà dei soldati arruolati nelle forze armate polacche in Occidente, tornarono in Polonia dopo la guerra.
La guerra distrusse il 38% del patrimonio nazionale della Polonia. Una sostanziale maggioranza degli impianti industriali polacchi e delle infrastrutture agricole andò perduta. Varsavia e un certo numero di altre città furono per la maggior parte distrutte e richiesero un'ampia ricostruzione.

### Gli inizi del governo comunista

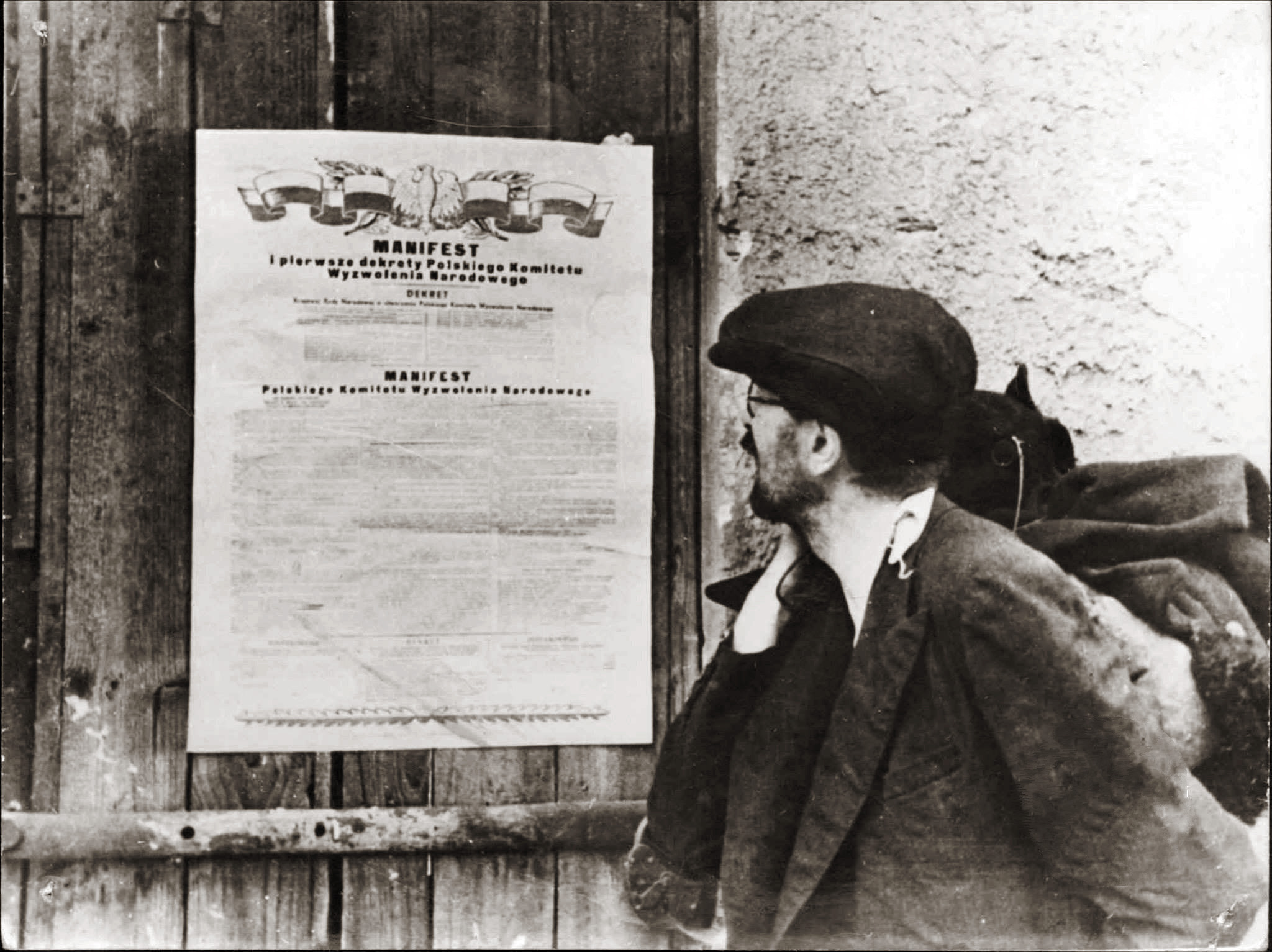
Il manifesto del PKWN venne rilasciato il 22 luglio 1944

(KRN), presieduto da Bolesław Bierut, fu istituito a Varsavia dal Partito dei lavoratori polacchi (PPR) il 1º gennaio 1944. I centri comunisti polacchi a Varsavia e a Mosca inizialmente operarono separatamente con visioni divergenti in merito alle modalità di cooperazione con l'Unione Sovietica e riguardo ad altre questioni. Nella primavera del 1944, il KRN inviò una delegazione in Unione Sovietica, dove ottenne il riconoscimento di Stalin e i due rami iniziarono a lavorare insieme. In intensi negoziati, i due gruppi comunisti polacchi si accordarono per istituire il Comitato polacco di liberazione nazionale (PKWN), una sorta di governo provvisorio.
Con l'avanzata dei sovietici in Polonia nel 1944 e 1945, l'amministrazione tedesca nel Paese collassò. Il PKWN controllato dai comunisti fu installato nel luglio 1944 a Lublino, la prima grande città polacca situata all'interno dei nuovi confini ad essere conquistata dai sovietici contro i nazisti, e iniziò ad assumere l'amministrazione del paese mentre i tedeschi si ritiravano. Il governo polacco di Londra protestò formalmente contro l'istituzione del PKWN. Il PKWN era guidato da Edward Osóbka-Morawski, un socialista, e comprendeva altri non comunisti. Il Manifesto del PKWN venne proclamato a Chełm il 22 luglio, dando inizio alla cruciale riforma agraria. La riforma agraria, secondo Norman Davies, fu moderata e molto popolare. I comunisti costituivano solo una piccola minoranza, ma altamente organizzata e influente nel campo filosovietico polacco in via di formazione e rafforzamento, che comprendeva anche leader e fazioni di blocchi politici principali come i movimenti agrario, socialista, sionista e nazionalista. La sinistra polacca in particolare, con un notevole sostegno da parte dei leader del movimento contadino, entrambi critici rispetto al passato della Seconda Repubblica, era incline ad accettare gli assetti territoriali imposti dai sovietici e chiedeva la creazione di una società più egualitaria. Dopo aver acquisito il potere diedero avvio alla formazione della nuova amministrazione polacca, ignorando le strutture esistenti dello Stato clandestino.
Il cosiddetto governo provvisorio della Repubblica di Polonia venne istituito alla fine del 1944 a Lublino venendo riconosciuto dall'Unione Sovietica, dalla Cecoslovacchia e dalla Jugoslavia. Nonostante la guida del governo fosse del socialista Osóbka-Morawski, i comunisti detenevano la maggioranza dei posti chiave. Nell'aprile 1945 il governo provvisorio firmò un patto di reciproca amicizia, alleanza e cooperazione con l'Unione Sovietica.
Tra la fine del 1944 e l'inizio del 1945, i polacchi da un lato tendevano a risentirsi contro l'Unione Sovietica e il comunismo e temevano che la Polonia diventasse una dipendenza sovietica, mentre dall'altro i punti di vista di sinistra erano sempre più popolari tra la popolazione. C'era poco sostegno per una continuazione delle politiche prebelliche.

### Le decisioni degli Alleati

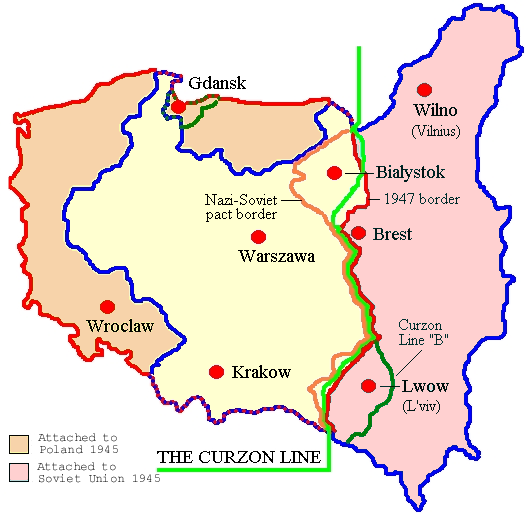
i confini pre-bellici e post-bellici della Polonia

Al tempo della Conferenza di Jalta, nel febbraio 1945, i sovietici erano all'apice del loro potere, mentre i fronti in Europa occidentale e Italia non erano avanzati rapidamente come previsto. Alla conferenza gli Alleati proseguirono le discussioni finalizzando in modo informale le decisioni sull'ordine del dopoguerra in Europa. Churchill e Roosevelt accettarono la linea Curzon come base del confine orientale della Polonia, sebbene rimanessero d'accordo con Stalin sull'estensione dell'espansione occidentale della Polonia a spese della Germania. La Polonia ottenne un compromesso provvisorio sul governo (fino alle libere elezioni concordate), il quale avrebbe compreso sia l'esecutivo comunista, ora ufficiosamente considerato come il principale, sia le forze politiche filo-occidentali. Vi furono disaccordi sulla questione dell'inclusione del governo londinese in esilio come principale fazione filo-occidentale nel governo di unità nazionale. Il governo polacco in esilio reagì agli annunci di Jalta (a differenza dei risultati della Conferenza di Teheran, i risultati di Jalta furono resi pubblici) con una serie di vibranti proteste. Lo Stato clandestino in Polonia, attraverso il suo Consiglio di Unità Nazionale che operava in clandestinità, diede una risposta più misurata e pragmatica, deplorando i sacrifici imposti alla Polonia, ma attendendo che si costituisse un governo rappresentativo e che lo stesso si impegnasse ad adeguarsi alla situazione e a promuovere "amichevoli e relazioni pacifiche» con l'Unione Sovietica. Il Consiglio si è dichiarò disponibile a partecipare alle consultazioni che porteranno alla formazione del governo di unità nazionale.
La commissione alleata tripartita composta da Vjačeslav Molotov e dagli ambasciatori britannico e americano a Mosca lavorarono alla composizione del governo di unità nazionale polacco dal 23 febbraio, ma le trattative si arenarono molto presto a causa delle divergenti interpretazioni degli accordi della Conferenza di Jalta. L'ex primo ministro in esilio Stanisław Mikołajczyk, avvicinato da rappresentanti del governo provvisorio controllato dai comunisti, si rifiutò di concludere un accordo separato con quell'organismo, tuttavia il 15 aprile fece una dichiarazione di accettazione delle decisioni di Jalta.
A causa del continuo disaccordo sulla composizione del governo di unità nazionale, Churchill convinse Mikołajczyk a partecipare ad una conferenza a Mosca nel giugno 1945, dove lui e altri democratici polacchi concordarono con Stalin un accordo temporaneo, da cui fu escluso il governo in esilio. Mikołajczyk era percepito in Occidente come l'unico politico polacco ragionevole.
Sulla base dell'intesa raggiunta a Mosca dalle tre potenze con l'aiuto di Mikołajczyk, il 28 giugno 1945 fu costituito il governo di unità nazionale, con Osóbka-Morawski come primo ministro e Władysław Gomułka e Mikołajczyk come vice primi ministri. Mikołajczyk tornò in Polonia con Stanisław Grabski a luglio venendo accolto con entusiasmo da una grande folla in diverse città polacche. Il nuovo governo venne rapidamente riconosciuto dal Regno Unito, dagli Stati Uniti e dalla maggior parte degli altri paesi. Il governo, formalmente una coalizione, era in realtà controllato interamente dal Partito dei lavoratori polacchi di Gomułka e da altri politici polacchi convinti dell'inevitabilità del dominio sovietico. Il governo fu incaricato di condurre le elezioni e normalizzare la situazione in Polonia. Il governo in esilio di Londra, non più riconosciuto dalle grandi potenze, rimase in vigore fino al 1991.

### Persecuzione dell'opposizione
Le persecuzioni nei confronti delle opposizioni si intensificarono già a partire dall'ottobre del 1944, quando le autorità del PKWN riscontrarono carenza di lealtà tra il personale militare recentemente arruolato e altri settori della società polacca. Il regime comunista subentrò al potere grazie all'azione congiunta dei servizi di sicurezza polacchi e dell'NKVD, sostenuti a loro volta dalla massiccia presenza delle forze dell'Armata Rossa in Polonia. I potenziali oppositori politici del governo comunista furono sottoposti ad una campagna di terrore: molti furono vittime di arresti, tortura o giustiziati. Secondo una stima, circa 25 000 persone persero la vita nei campi di lavoro creati dai sovietici a partire dal 1944.
Un'organizzazione cospiratoria legata all'AK nota come NIE (per Niepodległość o Indipendenza) fu fondata nel 1944 da Emil Fieldorf. Il generale Okulicki ne divenne il comandante e il NIE continuò ad esistere anche dopo lo scioglimento dell'AK nel gennaio 1945. Le sue attività erano dirette contro il governo provvisorio comunista. Tuttavia, a seguito dell'arresto di Okulicki da parte dell'NKVD a marzo e della persecuzione, il NIE cessò di esistere. Nel mese di maggio venne istituita la Delegazione delle Forze Armate per la Polonia, per essere infine sostituita dalla formazione Libertà e Indipendenza (WiN), il cui obiettivo era quello di organizzare una resistenza politica, piuttosto che militare, al dominio comunista.
Il delegato del governo Jan Stanisław Jankowski, il presidente del Consiglio di unità nazionale Kazimierz Pużak e altri tredici leader dello Stato clandestino polacco parteciparono ai colloqui del 27 marzo 1945 con il generale Ivan Serov dell'NKVD. Furono tutti arrestati e portati a Mosca in attesa del processo. Il governo provvisorio comunista polacco e i leader occidentali non furono informati dai sovietici degli arresti. Gli inglesi e gli americani furono informati dal governo polacco in esilio. Dopo la tardiva ammissione sovietica, fecero pressione senza successo sul governo sovietico per il rilascio dei prigionieri. Nel giugno del 1945 si tenne a Mosca il Processo dei sedici. Furono accusati di sovversione antisovietica e ricevettero condanne indulgenti secondo gli standard sovietici, presumibilmente a causa dei negoziati in corso sulla formazione del governo polacco e degli interventi occidentali. Okulicki fu condannato a dieci anni di carcere.
Le proprietà industriali e di altro tipo post-tedesche furono saccheggiate dai sovietici come riparazioni di guerra, anche se le terre già della Germania orientale passavano sotto l'amministrazione polacca permanente. Nel paese ne seguì una lotta politica con repressione e vessazioni ai danni dell'opposizione, accompagnate da una ribellione armata condotta da elementi non riconciliati della prima clandestina, ora ufficialmente sciolta, e della destra nazionalista. Migliaia di miliziani, membri del PPR e altri furono assassinati prima che le autorità comuniste riportassero la situazione sotto controllo. Secondo una stima, nelle violenze del dopoguerra furono uccisi circa 10 000 membri della resistenza anticomunista, insieme con 4 500 funzionari del regime e diverse centinaia di soldati sovietici.
Venne istituito un "blocco democratico" comprendente i comunisti e i loro alleati socialisti, rurali e urbani. Il Partito popolare polacco (PSL) di Mikołajczyk, rifiutatosi di aderire al blocco, rappresentò l'unica opposizione legale, fiduciosa nella vittoria alle elezioni legislative promesse. Altri movimenti polacchi contemporanei, tra cui la Democrazia Nazionale, la Sanazione e la Democrazia Cristiana, non furono autorizzati ad agire legalmente e vennero perseguiti dagli organi di sicurezza interna polacchi e sovietici.
Gli alleati occidentali e i loro leader, Roosevelt e Churchill in particolare, sono stati criticati da scrittori polacchi ed alcuni storici occidentali per quello che la maggior parte dei polacchi considera come l'abbandono della Polonia al dominio sovietico. Alle conferenze di Teheran, Jalta e Potsdam e in altre occasioni furono prese decisioni che equivalevano, secondo le stesse opinioni, alla complicità occidentale nella conquista dell'Europa orientale da parte di Stalin. Tuttavia, secondo Czubiński, incolpare le potenze occidentali, in particolare Winston Churchill, per un «tradimento» dell'alleato polacco, «pare un completo malinteso».

### Lo stato satellite polacco
La Polonia post-bellica vide una netta contrazione della propria sovranità, fortemente dipendente dall'Unione Sovietica, sebbene ciò fosse ascrivibile alle mutate condizioni politiche internazionali. La cooperazione delle autorità filo-sovietiche polacche con Stalin permisero infatti la preservazione del Paese stesso, nonché le modifiche sui confini. Il Partito dei lavoratori polacchi venne dominato in questo periodo da un ramo principale di filo-sovietici, guidato da Bierut e da un certo numero di attivisti comunisti ebrei di vedute internazionaliste, e un ramo nazionale, disposto a intraprendere una "via polacca verso il socialismo", guidato da Gomułka.
Come stabilito a Jalta, l'Unione Sovietica incorporò i territori della Polonia orientale (Kresy) occupati in precedenza nel 1939. L'Unione Sovietica compensò la Polonia con i territori tedeschi ad est della linea Oder-Nisse: parti della Pomerania, Slesia e Prussia Orientale. L'accordo, di natura pratica e non permanente, venne finalizzato nella conferenza di Postdam del 17 luglio 1945. L'intero paese fu "spostato" verso ovest, coincidendo curiosamente con quello della Polonia medievale controllata dalla dinastia dei Piastii (X-XIV secolo). A seguito del trattato milioni di tedeschi emigrarono, dato che si ritrovarono improvvisamente al di fuori dei confini nazionali, per rifugiarsi nella nuova Germania occupata. Si stima che ancora prima della conferma di Potsdam furono circa 4,4 milioni i tedeschi ad emigrare.